# San Petersburgo
San Petersburgo (en ruso: Санкт-Петербург, Sankt-Peterburg), anteriormente conocida como Leningrado (Ленинград) y Petrogrado (Петроград), coloquialmente Piter (Питер, escucharⓘ), es una ciudad rusa situada sobre la desembocadura del río Nevá en el golfo de Finlandia. Con 5 383 890 habitantes (2019) es la segunda ciudad más poblada e importante del país, solo superada por la capital, Moscú. Se la conoce también como la «Venecia del Norte», por sus numerosos canales. Es considerada una de las capitales más bellas de Europa, y una de las capitales culturales de Europa y del mundo (ópera, ballet, música, museos, Academia Imperial de las Artes...).
Fue fundada por el zar Pedro el Grande el 27 de mayo de 1703 con la intención de convertirla en la «ventana de Rusia hacia el mundo occidental». A partir de entonces se convirtió en capital del Imperio ruso durante más de doscientos años. Cuando estalló la Revolución rusa, la ciudad fue el centro de la rebelión. En marzo de 1918 la capital fue trasladada a Moscú. En enero de 1924, tras la victoria bolchevique, la creación de la Unión Soviética (1922) y el fallecimiento de Lenin (1924), San Petersburgo (en ese entonces llamada Petrogrado) cambió su nombre a Leningrado, en honor al dirigente comunista Lenin. Durante la Segunda Guerra Mundial, tuvo lugar el sitio de Leningrado, que duró 29 meses, en los cuales los alemanes bombardearon constantemente la ciudad y la bloquearon para que no pudiera abastecerse. Tras la derrota de Alemania en 1945, la ciudad fue nombrada Ciudad heroica por las autoridades soviéticas. Al desaparecer la URSS, con el consiguiente colapso del comunismo, la ciudad se renombró San Petersburgo y se ha convertido en un importante centro económico y político de la actual Rusia.
San Petersburgo es hoy en día la segunda ciudad más grande de la Federación Rusa y una de las más grandes de Europa. El centro de la ciudad y otros monumentos de sus alrededores son considerados Patrimonio de la Humanidad por la Unesco desde 1990. San Petersburgo es, además, sede de la Corte Constitucional de Rusia.
San Petersburgo fue sede del Campeonato Mundial de Fútbol-2018 y de la Eurocopa 2020.

## Toponimia
El nombre de San Petersburgo es de origen alemán y significa "ciudad de San Pedro". Pedro el Grande la nombró así en honor a su santo patrono, rechazando el de Petrograd, que los súbditos alemanes que había contratado para construir y trabajar en los astilleros y la ciudad quisieron darle en su honor.
La ciudad cambió de nombre varias veces: Se llamó Petrogrado (Петроград Petrograd, que significa ciudad de Pedro, adaptación al ruso del alemán Petersburg) entre 1914 y 1924, a raíz del conflicto con Alemania durante la Primera Guerra Mundial, y Leningrado (Ленинград Leningrad tras la muerte de Lenin) entre 1924 y 1991; y nuevamente San Petersburgo después de un plebiscito. Coloquialmente, los peterburgueses y rusos en general llaman a esta metrópolis Petersburgo, de manera aún más familiar, Piter (en ruso: Питер)[cita requerida].

## Historia

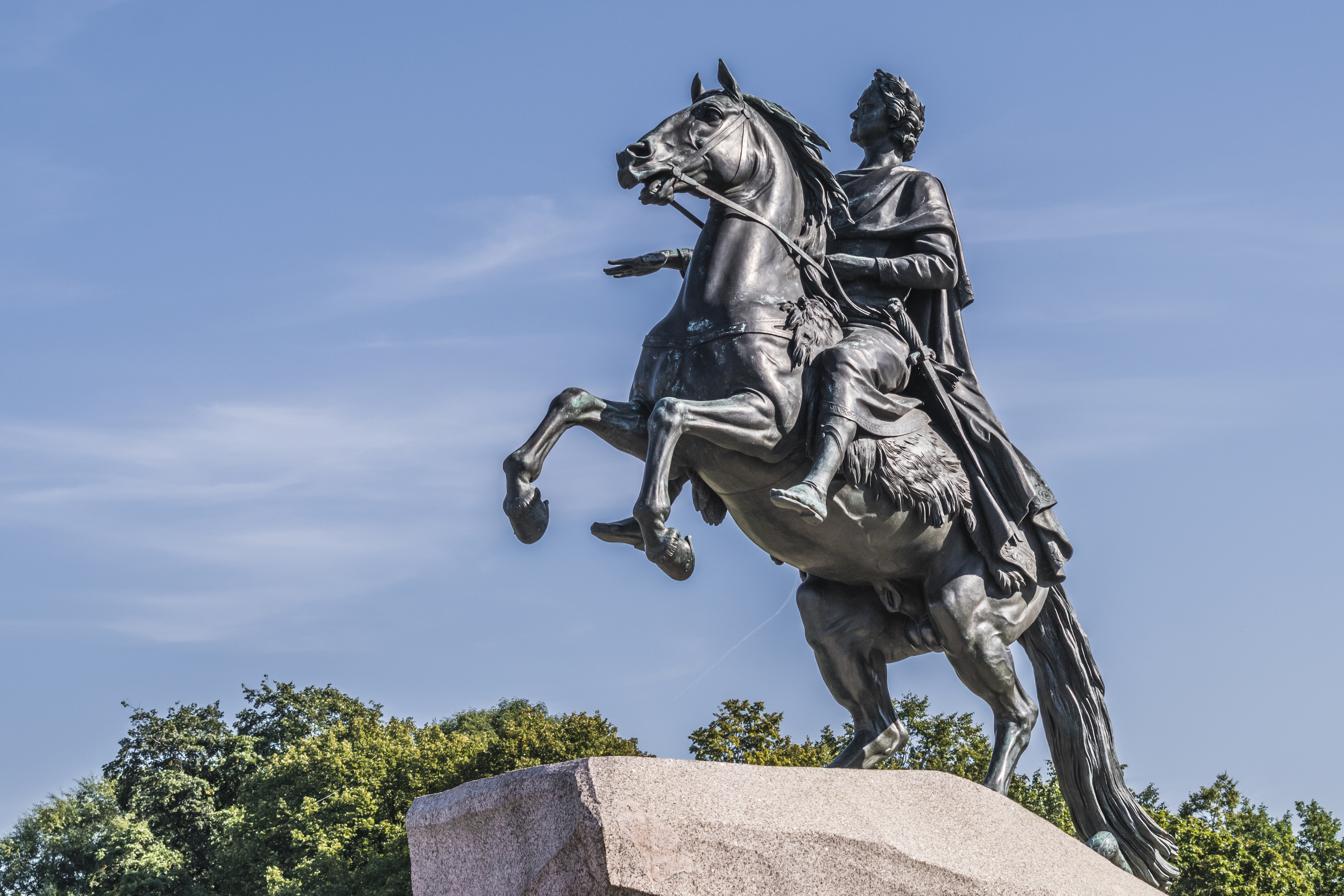
El Caballero de Bronce (monumento a Pedro el Grande)

Fue fundada por el zar Pedro el Grande el 16 (27) de mayo de 1703 con el propósito de deslocalizar la capital ubicada en Moscú, y de hecho fue capital de Rusia de 1712 a 1918. Por ello y por su ubicación geográfica se le dio el sobrenombre de «la ventana a Europa». Pedro había vivido y estudiado en los Países Bajos durante algún tiempo, por eso decidió bautizar su nueva ciudad con un nombre derivado del neerlandés: Sint Pietersburg (Sankt Piterburj); pero pronto se germanizó a Sankt Petersburg.
En la misma desembocadura del río Nevá, los suecos tenían anteriormente una fortaleza llamada Nyenschantz (Nevanlinna en finés) y un arrabal llamado Nyen. Todo el entorno geográfico de la desembocadura del Nevá estaba ocupado por marismas antes de que se construyese la ciudad.
A finales del siglo XVII, Rusia veía estancado su crecimiento económico por no tener salida al mar. El sueño del joven zar, Pedro el Grande, era corregir la situación abriendo una «ventana a Europa». Dado que no podía hacerlo por el sur, pues el Imperio otomano impedía el acceso al mar Negro, apuntó en dirección contraria, a un territorio de Suecia cercano al Báltico. A fin de materializar sus aspiraciones, en agosto de 1700 declaró la guerra a los suecos, Gran guerra del Norte, quienes al principio lograron repeler sus ataques. Pero él no se dio por vencido, y en octubre de 1702 los hizo retirarse del Ládoga, el mayor lago de Europa, que está unido por el Nevá al Báltico, del cual dista unos 60 kilómetros. Aunque los suecos se atrincheraron en la fortaleza insular de Nóteburg, cerca del punto donde el río sale del lago, Pedro logró tomar aquella plaza militar y le cambió el nombre a Shlissel’burg (ciudad clave).

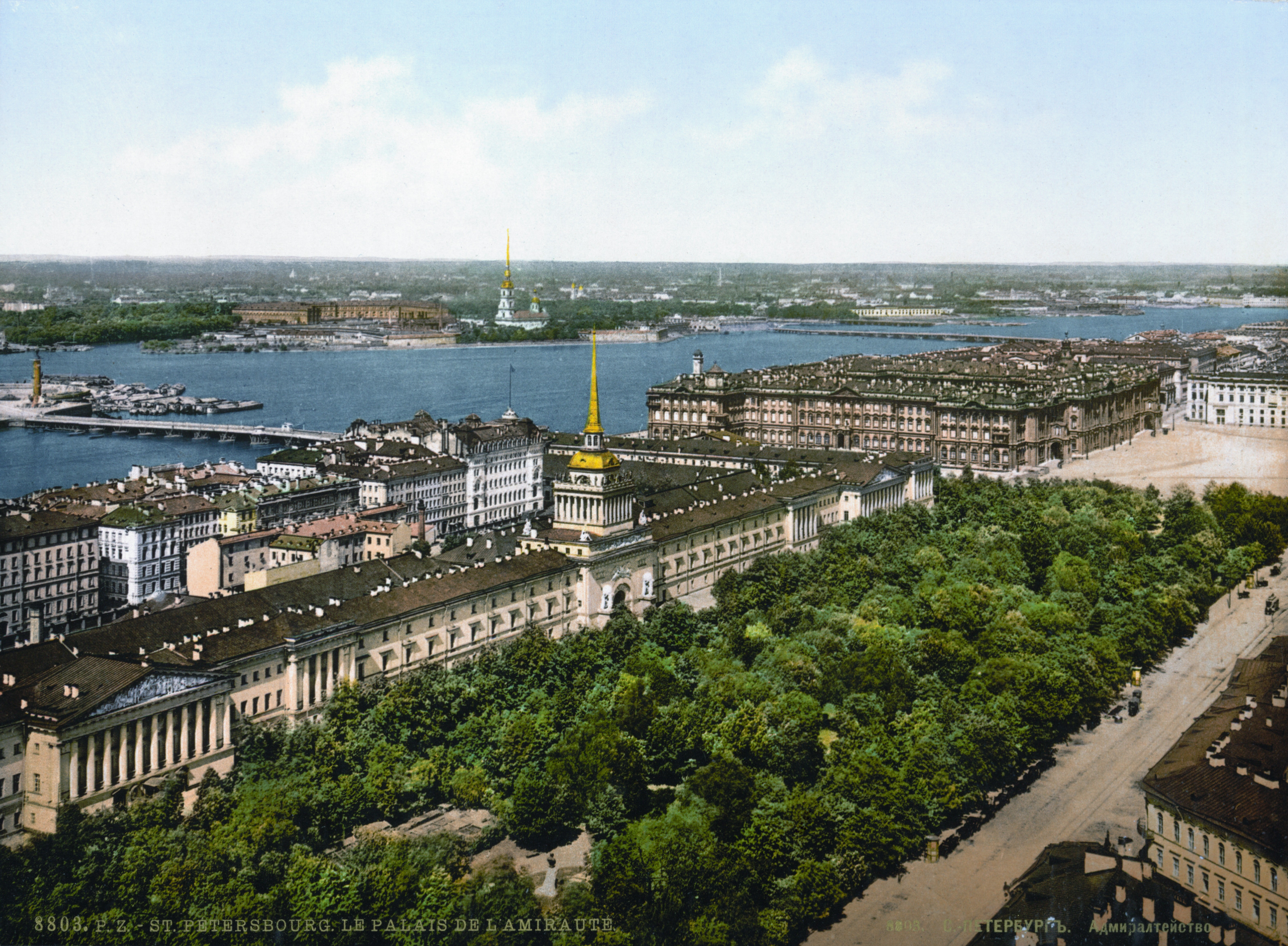
San Petersburgo fue, durante muchos años, capital del Imperio ruso.

Posteriormente, una guarnición sueca defendió el fortín de Nienshants, cerca de la desembocadura del Nevá. Rusia la derrotó el 26 de abril de 1703 y asumió el dominio de todo el delta. Sin demora, Pedro comenzó a construir una ciudadela en la cercana isla Záyachi (de las liebres) para controlar la boca del río. Así, el 16 de mayo de 1703, hace poco más de tres siglos, puso la primera piedra de lo que hoy se conoce como la Fortaleza de San Pedro y San Pablo. Esta es la fecha aceptada de la fundación de San Petersburgo, llamada así en honor del apóstol Pedro, santo patrón del zar.
La construcción de la ciudad bajo condiciones climáticas adversas produjo una intensa mortalidad entre los trabajadores y requirió un continuo aporte de nuevos obreros. Dado que aquella zona estaba muy poco poblada, Pedro el Grande utilizó su prerrogativa de zar para atraer forzosamente a siervos trabajadores de todas las partes del país. Una cuota anual de 40 000 siervos llegaba a la ciudad equipados con sus herramientas y sus propios suministros de comida. Habitualmente recorrían cientos de kilómetros a pie en filas, escoltados por guardas que, para evitar las deserciones, no dudaban en usar la violencia física. Como consecuencia de su exposición al clima, las deficientes condiciones higiénicas y las enfermedades, la mortalidad durante estos primeros años fue muy elevada, llegando a perecer año tras año hasta el 50 % de los trabajadores que llegaban.
Dado que la construcción de la ciudad se inició en tiempos de guerra, el primer edificio nuevo de la ciudad fue un fuerte militar que se llamaría fortaleza de San Pedro y San Pablo y que se levanta aún sobre la isla Záyachi en la ribera derecha del río Nevá. Los diseñadores de la nueva fortaleza eran ingenieros alemanes invitados por el propio Zar, pero la mayor parte de la mano de obra la pusieron los siervos rusos también para las labores de drenaje de los alrededores del río y los palacios y otros edificios de piedra de las afueras [...]. Era la ciudad más artificial del mundo, diseñada para convertirse en la capital de Rusia. Podríamos hacer una comparación con Brasilia (Brasil), planeada para un propósito similar pero en otra época y en otro estilo. Otra ciudad con relativo paralelismo es Venecia, en la cual se inspiró asimismo el zar Pedro, que prohibió los puentes permanentes sobre el Nevá para que se asemejase al Gran Canal y fomentó la construcción de canales en las calles siguiendo el patrón de Ámsterdam.

### El desarrollo de una capital

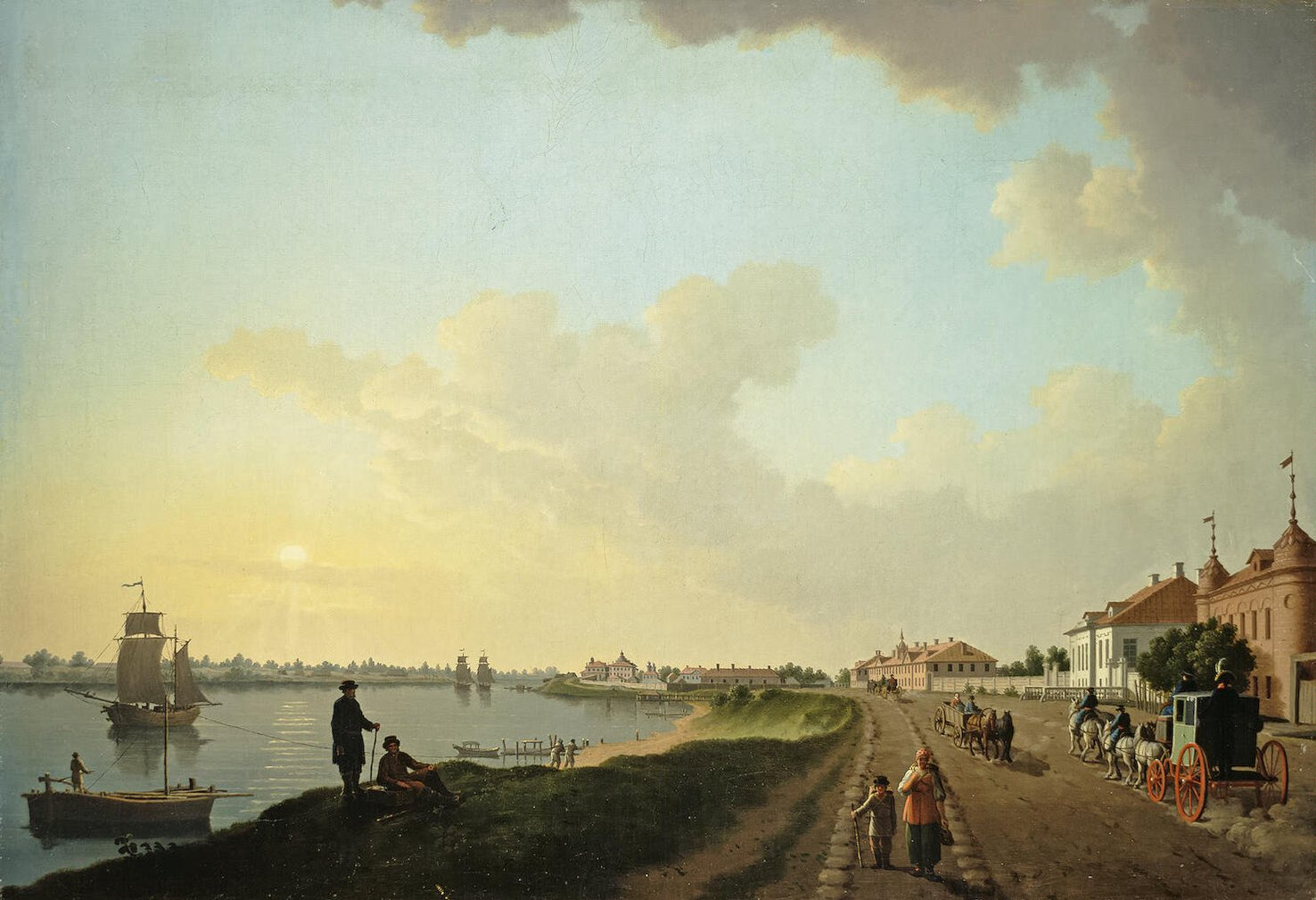
Arquitectos franceses, alemanes e italianos colaboraron con colegas rusos de gran talento para producir “uno de los núcleos urbanos más espléndidos y armoniosos de Europa”.

Pese a los inconvenientes de su ubicación en el lejano norte —en la misma latitud que hoy ocupa Anchorage (Alaska)—, el zar siguió adelante con su empresa. Trajo la madera de la región del Ládoga y de Nóvgorod. Las piedras para las edificaciones las obtuvo de diversos modos. Uno de ellos fue estipular que todo ruso que introdujera productos comerciales en la localidad aportara unas cuantas a modo de cuota. Además, prohibió hacer viviendas de este material, primero en Moscú y luego en el resto de su imperio, lo que indujo a los albañiles desempleados a mudarse a la nueva población.
Según la Bolshaya Soviétskaya Entsiklopedia (la Gran Enciclopedia Soviética), los trabajos marcharon “a un ritmo vertiginoso para la época”. No tardaron en aparecer canales de drenaje, pilotes, calles, casas, iglesias, hospitales y oficinas del gobierno. El mismo año de la fundación se iniciaron las obras de un astillero, conocido como el Almirantazgo, que llegaría a ser el cuartel general de la armada rusa.

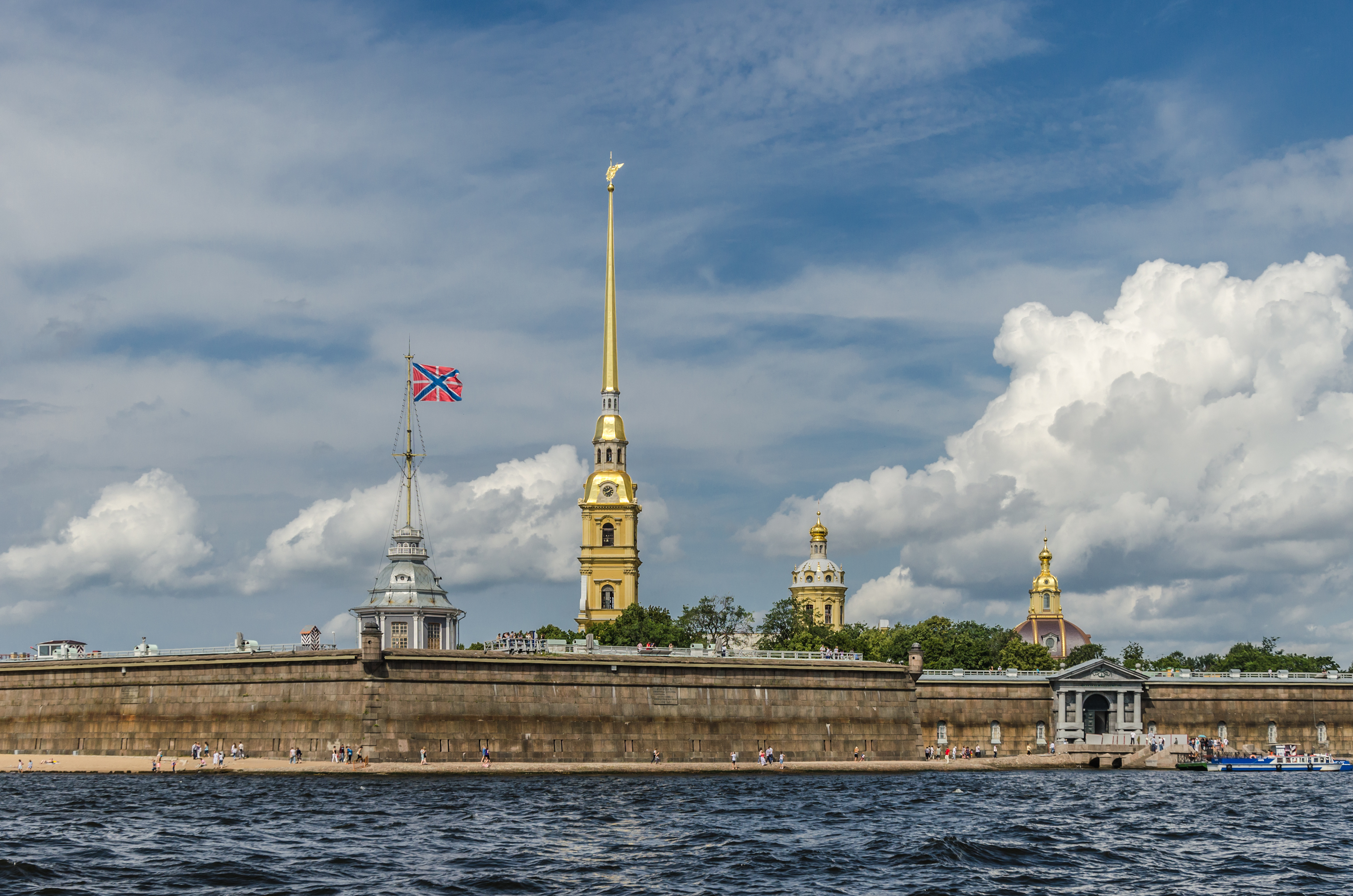
Fortaleza de San Pedro y San Pablo.

En 1710, se comenzó el Palacio de Verano, residencia estival de los zares. En 1712, la capitalidad pasó de Moscú a San Petersburgo, y con ella muchas dependencias oficiales. Como fue el caso del traslado de la Casa de la Moneda de Moscú a San Petersburgo en 1724. El primer palacio de piedra, construido en 1714 y aún en pie, tenía por ocupante a Aleksandr Ménshikov, primer gobernador de la zona. Aquel mismo año se colocaron en la Fortaleza de Pedro y Pablo los cimientos de la catedral de igual nombre, cuya imponente aguja dorada se distingue en la silueta urbana. También se erigió a orillas del Nevá el Palacio de Invierno, que fue reedificado en diversas ocasiones. Más tarde se levantó en su lugar el actual, que cuenta con unas mil cien habitaciones y que hoy forma parte de un céntrico museo estatal, el famosísimo Hermitage.
En su primer decenio de existencia, San Petersburgo registró un asombroso crecimiento, hasta el punto de estimarse en 34 500 el número de edificios existentes en 1714. Siguieron añadiéndose palacios e inmensas construcciones, muchas de las cuales demuestran el gran influjo de la religión en la historia de Rusia.
Entre ellas figura la catedral de Kazán, con su columnata frontal en semicírculo. Su imponente presencia contribuye a que la arteria más famosa de la ciudad, la avenida Nevski, sea considerada una de las más grandiosas avenidas del mundo. De fecha posterior es la catedral de San Isaac, edificada sobre 24 000 pilotes hundidos en suelo pantanoso y que ostenta una enorme cúpula revestida de 100 kilos de oro puro.
La arquitectura avanzó igualmente a pasos agigantados en el extrarradio. Así, en 1714 se empezó a edificar una residencia para el zar, el palacio Peterhof, en Peterhof (hoy Petrodvoréts). Al mismo tiempo, en la cercana localidad de Tsárskoye Seló (hoy Pushkin) se construía el suntuoso palacio de Catalina, la emperatriz Catalina I de Rusia. En la segunda mitad del siglo XVIII se concluyeron otras dos lujosas mansiones en las afueras: Pávlovsk y Gátchina.
Realzaban la belleza de la nueva capital los centenares de puentes que cruzaban los brazos fluviales y los múltiples canales, por los que se ha ganado el apelativo de “Venecia del norte”. Arquitectos franceses, alemanes e italianos colaboraron con colegas rusos de gran talento para producir “uno de los núcleos urbanos más espléndidos y armoniosos de Europa” (Encyclopædia Britannica).

### SiglosXIXyXX
La abolición de la servidumbre en 1861 por el zar Alejandro II de Rusia provocó una fuerte corriente de inmigrantes pobres provenientes de todas las regiones del país. La mano de obra barata permitió un intenso incremento de la industria en la segunda mitad del siglo XIX y San Petersburgo llegó a ser uno de los ejes industriales más grandes de Europa. En consecuencia, surgieron a su vez los movimientos obreros radicales.

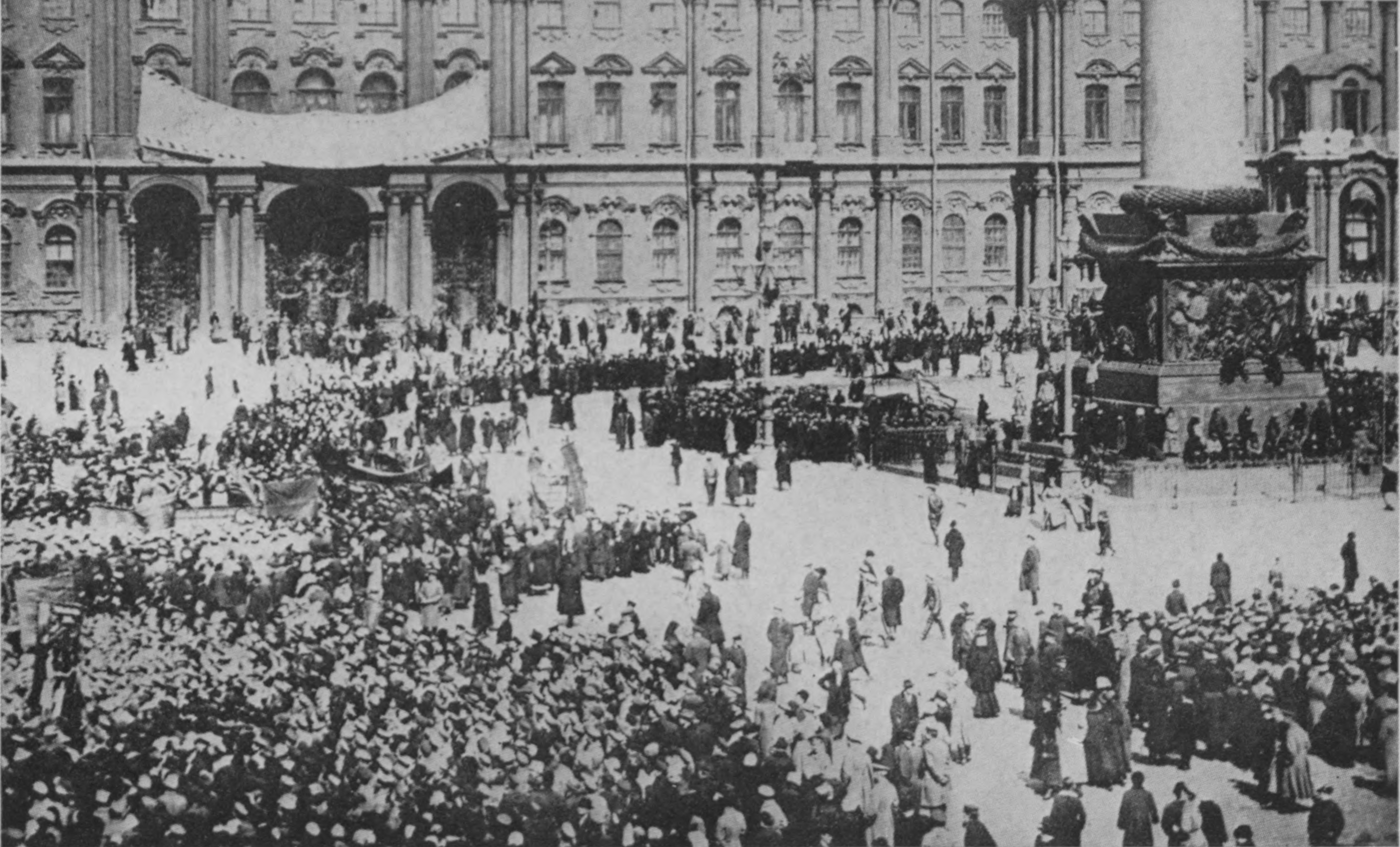
La Revolución rusa de 1917 comenzó en San Petersburgo cuando los bolcheviques tomaron el palacio de Invierno.

La revolución de 1905 tras la derrota en la guerra ruso-japonesa comenzó en San Petersburgo y se extendió rápidamente por otras provincias. Como consecuencia el zar Nicolás II autorizó la creación del primer parlamento ruso o Duma.
Durante la Primera Guerra Mundial se decidió que San Petersburgo era un nombre demasiado germánico para la ciudad, por lo que se cambió por el de Petrogrado el 31 de agosto de 1914.
En 1917, San Petersburgo vio los primeros movimientos de la Revolución rusa. En primer lugar, se destituyó al zar Nicolás II del trono y se instaló en la ciudad el Gobierno provisional. En octubre, una segunda fase de la revolución hizo que el poder pasase a los sóviets y se formó el primer gobierno soviético de bolcheviques y socialistas revolucionarios (SR) de izquierda, el Sovnarkom. El líder bolchevique, Lenin, decidió trasladar la sede del gobierno de San Petersburgo a Moscú, por estar más alejada de los frentes de la Guerra Mundial y de los núcleos antirrevolucionarios. Moscú se convirtió en capital desde entonces hasta el día de hoy.
Al morir Lenin en 1924, San Petersburgo tomó el nombre de Leningrado en su honor. La pérdida de la capitalidad trajo un descenso poblacional a la ciudad, que se redujo a un tercio de lo que era en 1915.
Durante la Segunda Guerra Mundial, Leningrado fue sitiada por las fuerzas armadas de la Alemania nazi (Wehrmacht) desde el 8 de septiembre de 1941 hasta el 27 de enero de 1944, un total de 29 meses. Por orden de Adolf Hitler, la ciudad era constantemente bombardeada y sistemáticamente privada de sus suministros. Se calcula que este asedio produjo la muerte de más de 1 500 000 personas, de las cuales cerca de 1 000 000 eran civiles. El 1 de mayo de 1945 (oficialmente el 8 de mayo de 1945) le fue otorgado a la ciudad el título de Ciudad Heroica.
Tras la guerra, la ciudad sufrió la época de las purgas de los dirigentes soviéticos (véase Caso de Leningrado).
Antes de la disolución de la Unión Soviética el 12 de junio de 1991, el 54  % de la población decidió restaurar el antiguo nombre de la ciudad, los de 39 calles emblemáticas y los de seis puentes. Tres meses después también se recuperó el escudo concedido a la ciudad por la emperatriz Catalina la Grande en 1780.

## Geografía
El área de la ciudad de San Petersburgo ocupa 605,8 km², mientras que el del sujeto federal se extiende hasta 1439 km² y contiene la ciudad de San Petersburgo (que consiste en 82 okrugs), nueve ciudades (Kólpino, Krásnoye Seló, Kronstadt, Lomonósov, Pávlovsk, Peterhof, Pushkin, Sestroretsk, Zelenogorsk) y 21 pueblos.
La ciudad se sitúa en el noroeste de la Federación de Rusia, en las tierras bajas de la taiga a lo largo de la orilla de la bahía del Nevá del golfo de Finlandia y las islas del delta del río. Las mayores de ellas son la isla Vasilievski (además de la isla artificial entre el canal Obvodny y Fontanka, y Kotlin en la bahía del Nevá), Petrogradski, Dekabrístov y la Krestovski. Esta última junto con las islas Yelaguin y Kámenny están cubiertas por parques. El istmo de Carelia, al norte de la ciudad, es una popular zona de ocio. Al sur de San Petersburgo cruza el acantilado (klint) báltico y llega hasta la meseta de Izhora.
La altura de la ciudad sobre el nivel del mar en las zonas del centro es de 5,1 m, en las zonas periféricas del norte es de 5,30 m, mientras que en las zonas periféricas, al sur y suroeste, es de 5,22 m. El punto más alto de la ciudad se encuentra en las colinas Duderhof, en Krásnoye Seló, con una altura máxima de 176 m. Las inundaciones en San Petersburgo se deben a grandes olas del mar Báltico provocadas por condiciones meteorológicas tales como vientos de la bahía del Nevá. Una de las inundaciones más graves ocurrió en 1824, con 421 centímetros sobre el nivel del mar, lo que provocó que trescientos edificios fueran destruidos e inspiró a Aleksandr Pushkin para escribir el poema El jinete de bronce. Para prevenir estos desastres naturales se construyó la presa de San Petersburgo.
Desde el siglo XVIII, el terreno de la ciudad ha aumentado de forma artificial, en algunas zonas hasta cuatro metros, fusionándose varias islas y cambiando la hidrología de San Petersburgo. Junto al Nevá y sus afluentes, otros ríos importantes del sujeto federal de San Petersburgo son el Sestrá, el Ojta y el Izhora. El lago más grande es el Sestroretski Razliv al norte, seguido del Lájtinski Razliv y del Súzdal.

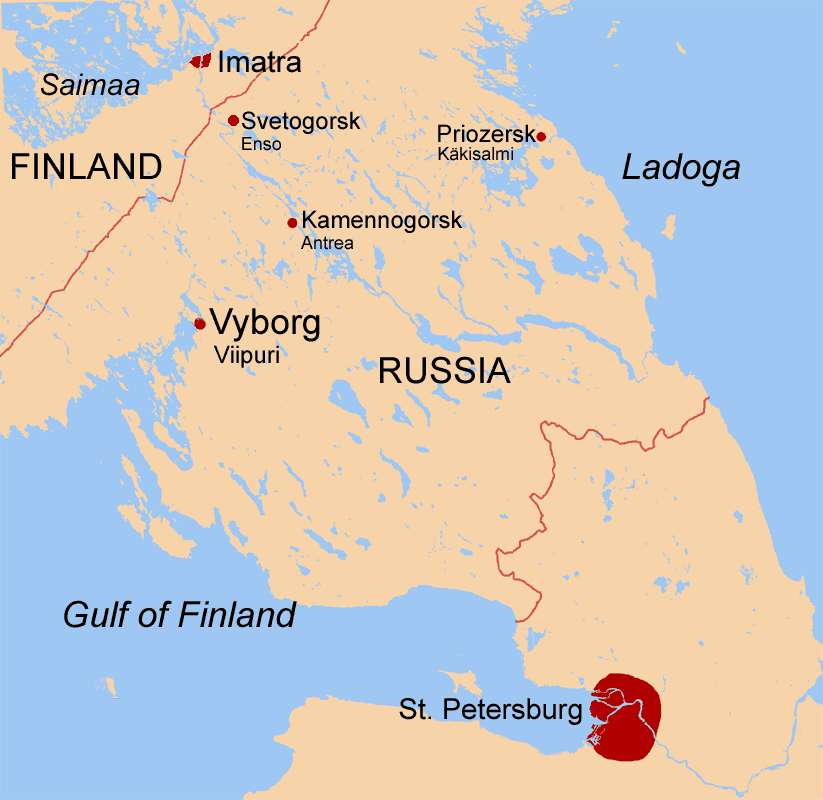
S. Petersburgo en mapa del istmo de Carelia
En un mapa del mar Báltico
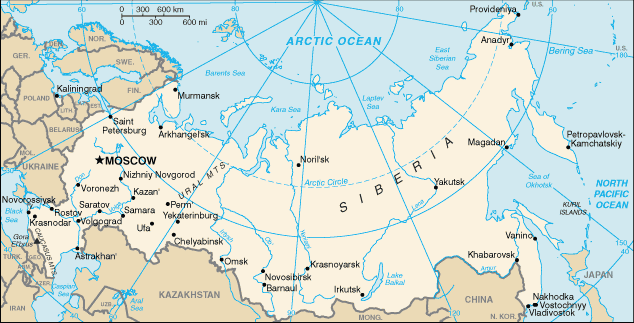
San Petersburgo en un mapa de Rusia
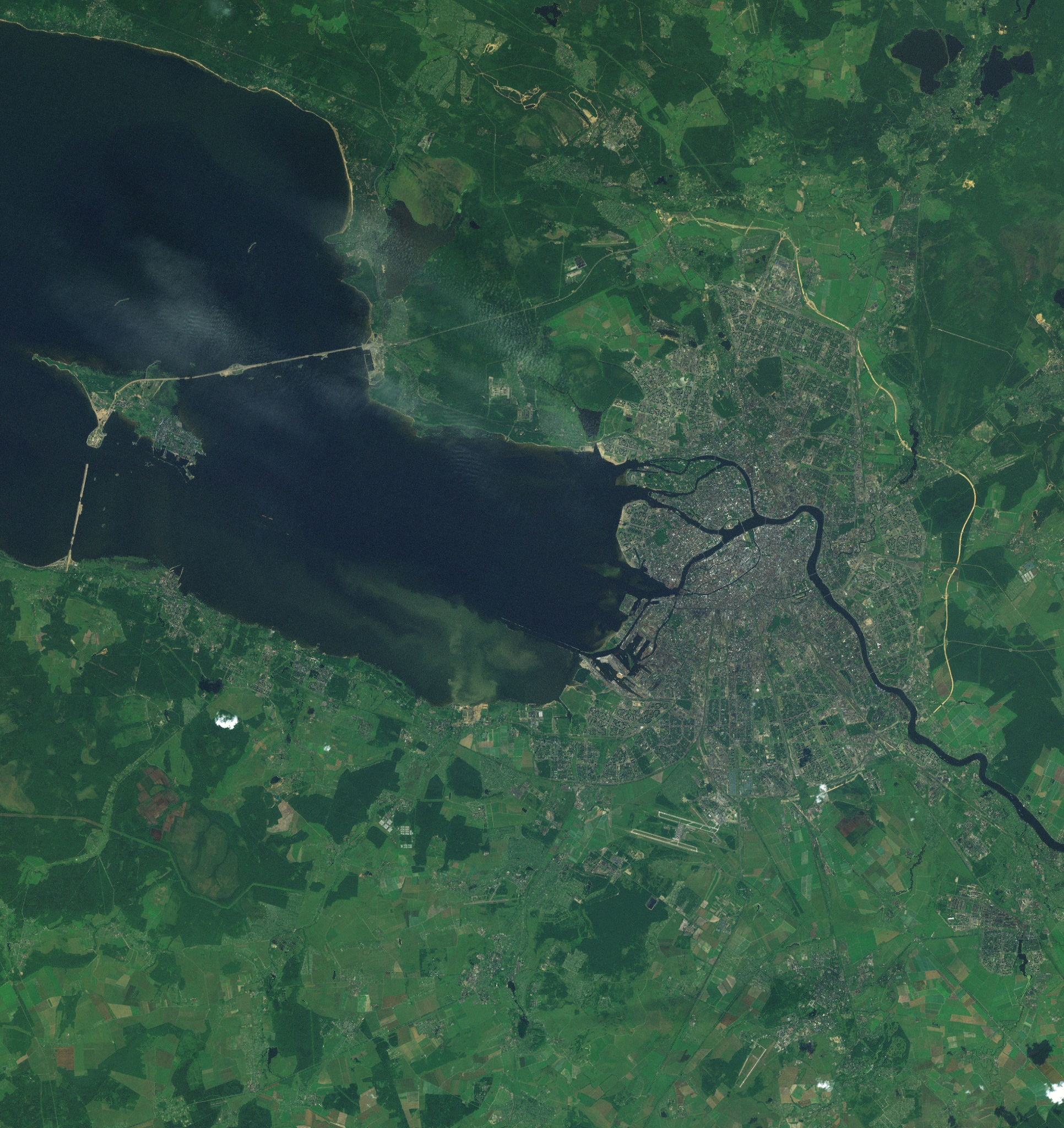
Imagen satelital de San Petersburgo

### Clima

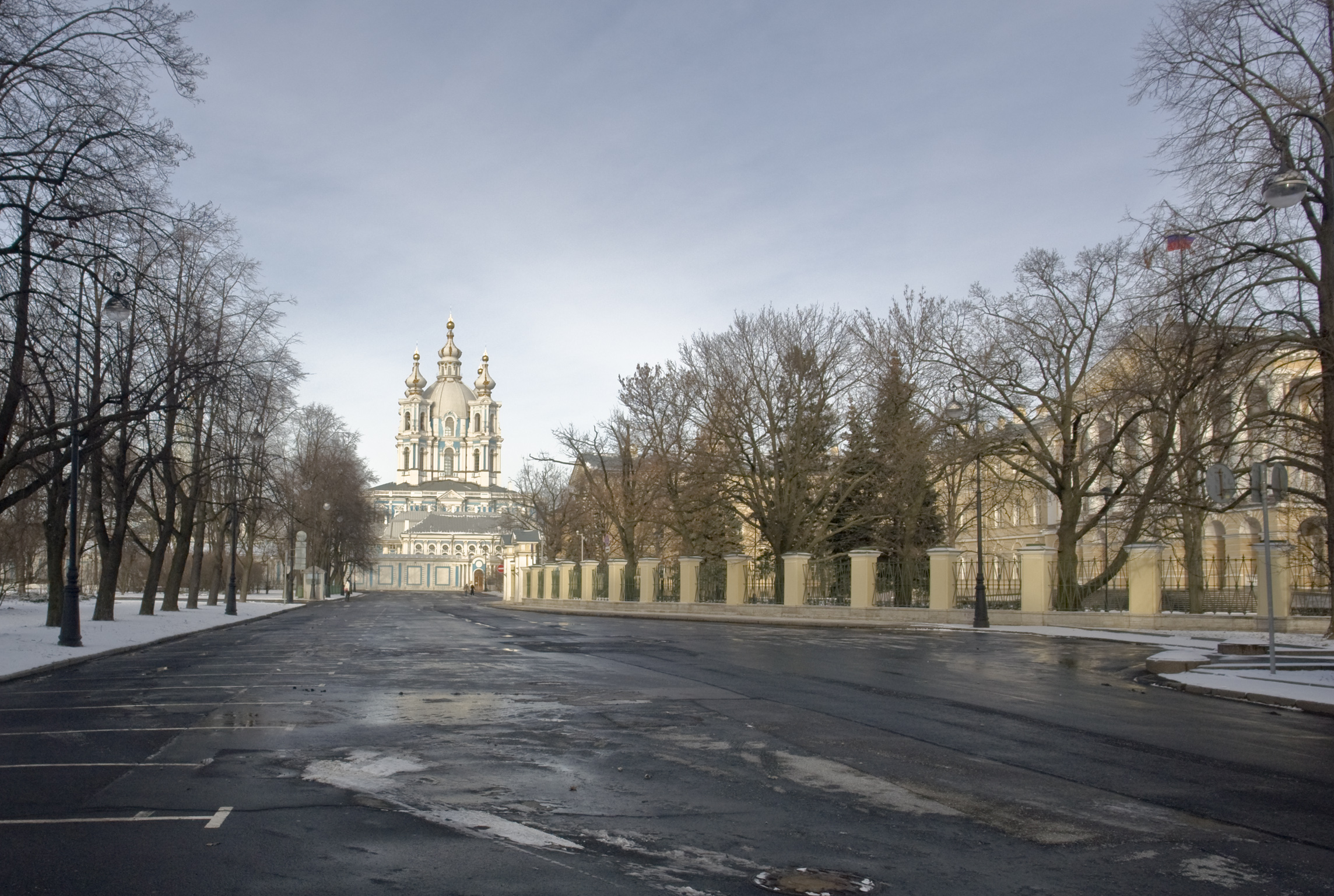
Invierno en San Petersburgo

El clima de San Petersburgo es continental húmedo (Dfb, según la clasificación climática de Köppen). Este tipo de clima se debe a la ubicación geográfica y la circulación atmosférica, típica de la región de San Petersburgo. La marcada influencia moderadora del mar Báltico resulta en veranos cálidos, húmedos y cortos y en largos y fríos inviernos.
El flujo total de radiación solar es 1,5 veces menor que en el sur de Ucrania y dos veces menor que el de Asia central. San Petersburgo disfruta de un promedio de 62 días de sol al año, por lo que la mayor parte del año está dominado por días nublados. La duración del día en San Petersburgo varía de 5 horas y 51 minutos el 22 de diciembre a 18 horas y 50 minutos el 22 de junio. En la ciudad se encuentran las llamadas noches blancas, que aparecen durante el mes de mayo hasta finales de julio, haciendo un total de más de cincuenta días de este fenómeno natural.
La ciudad se caracteriza por frecuentes cambios de masas de aire, causados en gran medida por la actividad ciclónica. El verano está dominado por vientos del oeste y noroeste, mientras que en invierno llegan vientos del oeste y suroeste. La temperatura media máxima registrada fue de 37 °C, que tuvo lugar durante la ola de calor ocurrida en el verano de 2010. La temperatura más baja registrada fue de −35,9 °C en 1883. La temperatura media anual es de 5,4 °C. El río Nevá en los límites de la ciudad suele congelarse en noviembre y diciembre y el deshielo se produce en abril. Desde diciembre hasta marzo hay 123 días cubiertos de nieve de media y alcanza 24 centímetros en febrero. El período libre de heladas en la ciudad son de 135 días de media. San Petersburgo tiene un clima más templado que las localidades periféricas, pero las condiciones climáticas son muy variables durante todo el año.
| Parámetros climáticos promedio de San Petersburgo (1991-2020) | Parámetros climáticos promedio de San Petersburgo (1991-2020) | Parámetros climáticos promedio de San Petersburgo (1991-2020) | Parámetros climáticos promedio de San Petersburgo (1991-2020) | Parámetros climáticos promedio de San Petersburgo (1991-2020) | Parámetros climáticos promedio de San Petersburgo (1991-2020) | Parámetros climáticos promedio de San Petersburgo (1991-2020) | Parámetros climáticos promedio de San Petersburgo (1991-2020) | Parámetros climáticos promedio de San Petersburgo (1991-2020) | Parámetros climáticos promedio de San Petersburgo (1991-2020) | Parámetros climáticos promedio de San Petersburgo (1991-2020) | Parámetros climáticos promedio de San Petersburgo (1991-2020) | Parámetros climáticos promedio de San Petersburgo (1991-2020) | Parámetros climáticos promedio de San Petersburgo (1991-2020) |
| Mes                                                           | Ene.                                                          | Feb.                                                          | Mar.                                                          | Abr.                                                          | May.                                                          | Jun.                                                          | Jul.                                                          | Ago.                                                          | Sep.                                                          | Oct.                                                          | Nov.                                                          | Dic.                                                          | Anual                                                         |
| ------------------------------------------------------------- | ------------------------------------------------------------- | ------------------------------------------------------------- | ------------------------------------------------------------- | ------------------------------------------------------------- | ------------------------------------------------------------- | ------------------------------------------------------------- | ------------------------------------------------------------- | ------------------------------------------------------------- | ------------------------------------------------------------- | ------------------------------------------------------------- | ------------------------------------------------------------- | ------------------------------------------------------------- | ------------------------------------------------------------- |
| Temp. máx. abs. (°C)                                          | 8.7                                                           | 10.2                                                          | 15.3                                                          | 25.3                                                          | 33.0                                                          | 35.9                                                          | 35.3                                                          | 37.1                                                          | 30.4                                                          | 21.0                                                          | 12.3                                                          | 10.9                                                          | 37.1                                                          |
| Temp. máx. media (°C)                                         | -2.5                                                          | -2.4                                                          | 2.3                                                           | 9.5                                                           | 16.3                                                          | 20.5                                                          | 23.3                                                          | 21.4                                                          | 15.9                                                          | 8.7                                                           | 2.8                                                           | -0.5                                                          | 9.6                                                           |
| Temp. media (°C)                                              | -4.8                                                          | -5.0                                                          | -1.0                                                          | 5.2                                                           | 11.5                                                          | 16.1                                                          | 19.1                                                          | 17.4                                                          | 12.4                                                          | 6.2                                                           | 0.9                                                           | -2.5                                                          | 6.3                                                           |
| Temp. mín. media (°C)                                         | -7.2                                                          | -7.6                                                          | -4.0                                                          | 1.7                                                           | 7.2                                                           | 12.2                                                          | 15.3                                                          | 13.9                                                          | 9.4                                                           | 4.1                                                           | -0.9                                                          | -4.5                                                          | 3.3                                                           |
| Temp. mín. abs. (°C)                                          | -35.9                                                         | -35.2                                                         | -29.9                                                         | -21.8                                                         | -6.6                                                          | 0.1                                                           | 4.9                                                           | 1.3                                                           | -3.1                                                          | -12.9                                                         | -22.2                                                         | -34.4                                                         | -35.9                                                         |
| Precipitación total (mm)                                      | 46                                                            | 36                                                            | 36                                                            | 37                                                            | 47                                                            | 69                                                            | 84                                                            | 87                                                            | 57                                                            | 64                                                            | 56                                                            | 51                                                            | 670                                                           |
| Nevadas (cm)                                                  | 15                                                            | 19                                                            | 14                                                            | 1                                                             | 0                                                             | 0                                                             | 0                                                             | 0                                                             | 0                                                             | 0                                                             | 3                                                             | 9                                                             | 61                                                            |
| Días de lluvias (≥ 1 mm)                                      | 9                                                             | 7                                                             | 10                                                            | 13                                                            | 16                                                            | 18                                                            | 17                                                            | 17                                                            | 20                                                            | 20                                                            | 16                                                            | 10                                                            | 173                                                           |
| Días de nevadas (≥ 1 mm)                                      | 25                                                            | 23                                                            | 16                                                            | 8                                                             | 1                                                             | 0.1                                                           | 0                                                             | 0                                                             | 0.1                                                           | 5                                                             | 16                                                            | 23                                                            | 117.2                                                         |
| Horas de sol                                                  | 22                                                            | 54                                                            | 125                                                           | 180                                                           | 260                                                           | 276                                                           | 267                                                           | 213                                                           | 129                                                           | 70                                                            | 27                                                            | 13                                                            | 1636                                                          |
| Humedad relativa (%)                                          | 86                                                            | 84                                                            | 79                                                            | 69                                                            | 65                                                            | 69                                                            | 71                                                            | 76                                                            | 80                                                            | 83                                                            | 86                                                            | 87                                                            | 77.9                                                          |
| Fuente n.º 1: Погода и климат                                 |                                                               |                                                               |                                                               |                                                               |                                                               |                                                               |                                                               |                                                               |                                                               |                                                               |                                                               |                                                               |                                                               |
| Fuente n.º 2: NOAA (Horas de sol, 1961-1990)                  |                                                               |                                                               |                                                               |                                                               |                                                               |                                                               |                                                               |                                                               |                                                               |                                                               |                                                               |                                                               |                                                               |

## Demografía
San Petersburgo es la segunda ciudad más grande de Rusia. Según el censo 2010, la población del sujeto federal era de 4 879 566 o el 3,4  % de la población total de Rusia, frente al 4 661 219 (3,2  %) registrado en el censo de 2002, y por debajo de 5 023 506 registrados en el censo de 1989.

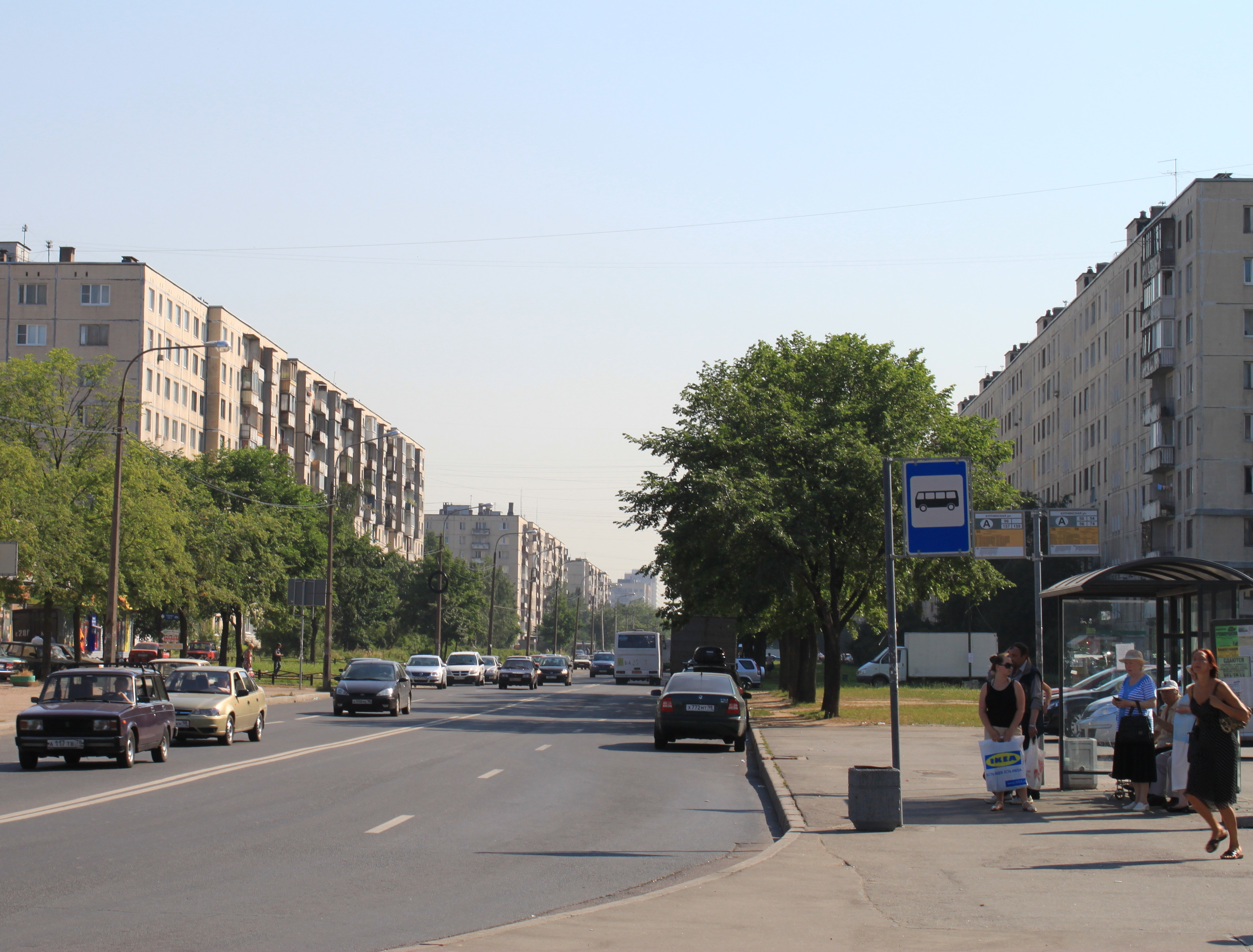
Apartamentos de la era soviética en San Petersburgo.

El censo de 2010 registró la siguiente composición étnica: 80,1  % rusos, 1,3  % ucranianos, 0,8  % bielorrusos, 0,6  % tártaros, 0,5  % judíos, 0,4  % uzbekos, 0,4  % armenios, 0,4  % azeríes, 0,3  % tayikos, 0,2  % georgianos, 0,2  % moldavos, 0,1  % finlandeses y 1,3  % de otra proveniencia étnica. El origen étnico de los restantes 13,4  % de los habitantes no se especificó.
El siglo XX tuvo dramáticos cambios en la población, con grandes crecimientos pero también importantes descensos demográficos. De 2,4 millones en 1916 la población cayó a menos de 740 000 en 1920 durante la Revolución Rusa de 1917 y la guerra civil rusa. Las minorías de alemanes, polacos, finlandeses, estonios y letones fueron casi completamente transferidas de Leningrado durante la década de 1930. De 1941 a finales de 1943, la población se redujo de tres millones a menos de 600 000, ya que la gente falleció en los combates, moría de hambre durante el sitio de Leningrado o fue evacuada. Tras el asedio, algunos de los evacuados regresaron, pero la mayor afluencia se debió a la migración de otras partes de la Unión Soviética. La ciudad absorbió alrededor de tres millones de personas en la década de 1950 y creció a más de cinco millones en el decenio de 1980. De 1991 a 2006 la población de la ciudad se redujo a 4,6 millones, en tanto que la población suburbana aumentó debido a la privatización de la tierra y el movimiento masivo hacia los suburbios. Con base en los resultados del censo de 2010, la población actual es de más de 4,8 millones de habitantes. La tasa de natalidad es más baja que la tasa de mortalidad, las personas mayores de 65 años constituyen más del 20 % de la población, y la edad media es de unos 40 años.
Las personas en las zonas urbanas de San Petersburgo viven en su mayoría en apartamentos. Entre 1918 y 1990, los soviéticos nacionalizados y residentes de viviendas obligaban a compartir apartamentos comunales (kommunalkas). Por cuanto que el 68  % vivía en pisos compartidos en la década de 1930, Leningrado fue la ciudad de la Unión Soviética con el mayor número de kommunalkas. El reasentamiento de los residentes de las kommunalkas se está llevando a cabo ahora, aunque los apartamentos compartidos son todavía frecuentes. Como se construyeron nuevas ciudades en las afueras en las décadas de 1950 y 1980, más de medio millón de familias de bajos ingresos recibió con el tiempo apartamentos libres, y fueron comprados alrededor de cien mil apartamentos adicionales. Si bien la actividad económica y social se concentra en el centro histórico de la ciudad —la parte más rica de San Petersburgo—, la mayoría de las personas viven en áreas de las cercanías. Para el primer semestre de 2007, la tasa de natalidad fue del 9,1 por 1000.

## Gobierno

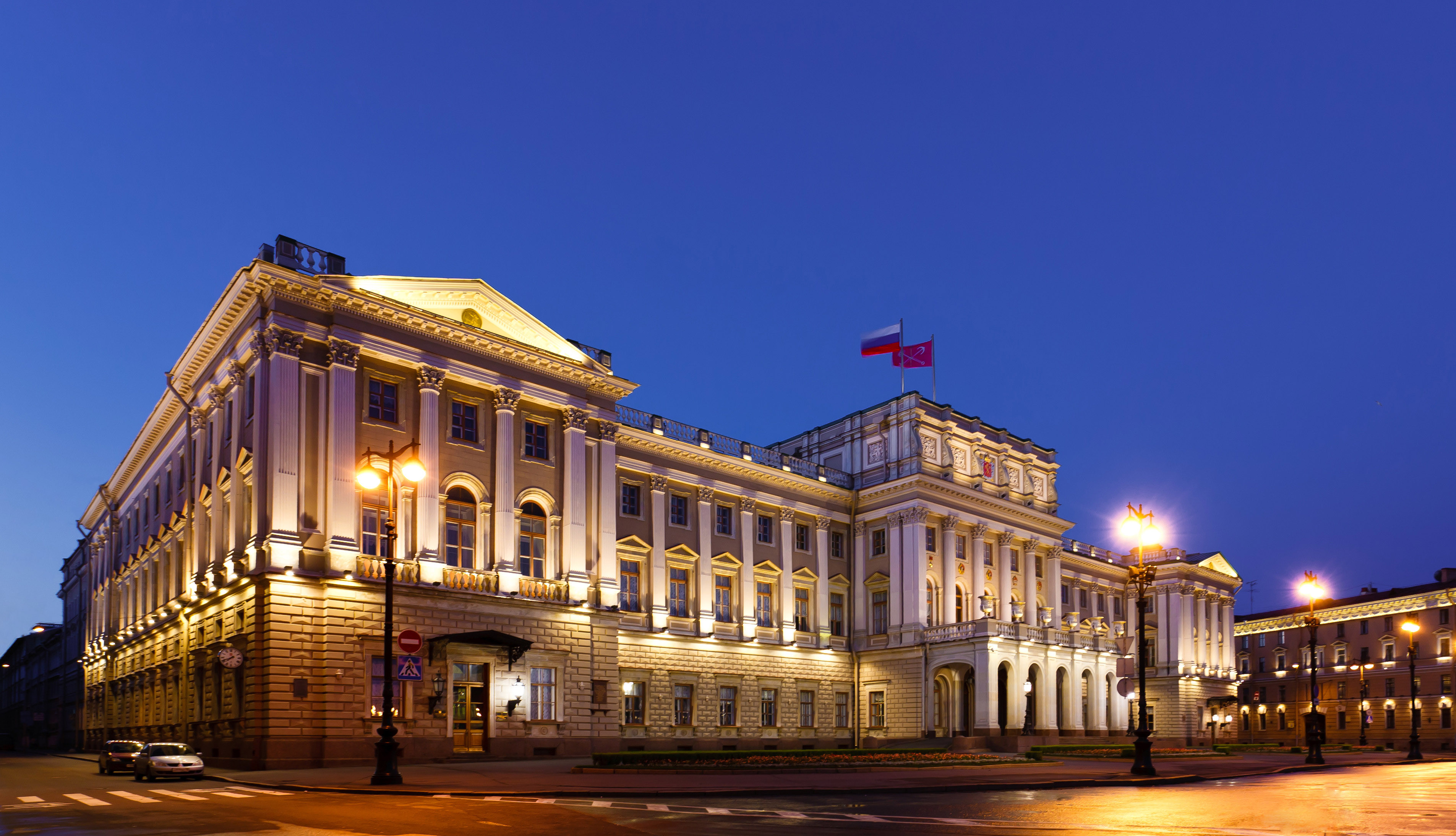
El palacio Mariinski, sede de la Asamblea Legislativa de San Petersburgo.

San Petersburgo es un sujeto federal de Rusia (una ciudad federal). La vida política de San Petersburgo está regulada por la Constitución de la Ciudad aprobada por el poder legislativo municipal en 1998. El órgano ejecutivo superior es la Administración de la ciudad de San Petersburgo, encabezada por el gobernador (alcalde, antes de 1996). San Petersburgo tiene un poder legislativo unicameral, la Asamblea Legislativa de San Petersburgo.
De acuerdo con la ley federal aprobada en 2004, los jefes de los sujetos federales —incluyendo el gobernador de San Petersburgo— son nombrados por el Presidente de Rusia y aprobados por los legislativos locales. Si el legislativo no aprueba al candidato, se disuelve. La exgobernadora, Valentina Matvienko, fue aprobada de acuerdo con el nuevo sistema en diciembre de 2006. Matvienko fue la única mujer gobernadora en el conjunto de Rusia hasta su dimisión el 22 de agosto de 2011. Matvienko representó las elecciones como miembro del Consejo Regional de San Petersburgo y ganó ampliamente las denuncias de fraude y pucherazo por la oposición. El presidente ruso, Dmitri Medvédev, respaldó su cargo de Presidente de la Asamblea Federal de la Federación Rusa y su elección para ese trabajo. Después de su renuncia, Georgy Poltavchenko fue designado el mismo día como el nuevo gobernador en funciones. En 2012, tras la aprobación de una nueva ley federal que restauraba las elecciones directas de los jefes de los sujetos federales, la carta de la ciudad fue modificada de nuevo para establecer elecciones directas de gobernador.

## Organización territorial
La ciudad de San Petersburgo está dividida en dieciocho distritos. San Petersburgo es también el centro administrativo del Óblast de Leningrado y del Distrito Federal Noroeste. La Corte Constitucional de la Federación Rusa se trasladó a San Petersburgo desde Moscú en mayo de 2008.
San Petersburgo y el Óblast de Leningrado son dos sujetos federales diferentes, comparten una serie de departamentos locales de los organismos federales del poder ejecutivo y de los tribunales, como el Tribunal de Arbitraje, la policía, FSB, el servicio postal, la administración de la lucha contra las drogas, el servicio penitenciario, el servicio de registro federal y otros servicios federales.

## Economía
San Petersburgo es una importante puerta de entrada del comercio, es un centro financiero e industrial de Rusia especializado en el comercio de petróleo y gas, astilleros, industria aeroespacial, software, radio y electrónica, información y ordenadores; construcción de maquinaria, maquinaria pesada y transporte, incluyendo tanques y otros equipos militares, minería, construcción de precisión, metalurgia ferrosa y no ferrosa (producción de aleaciones de aluminio), productos químicos, productos farmacéuticos, equipos médicos, edición e impresión, alimentación y servicios de hostelería, industrias al por mayor y al por menor de textiles y prendas de vestir, y muchos otros negocios. Fue también la sede de Lessner, uno de los dos fabricantes pioneros de automóviles en Rusia (junto con Ruso-Balt). Lessner, fundado por el fabricante de calderas G.A. Lessner en 1904, con diseños de Borís Lutski, sobrevivió hasta 1910.

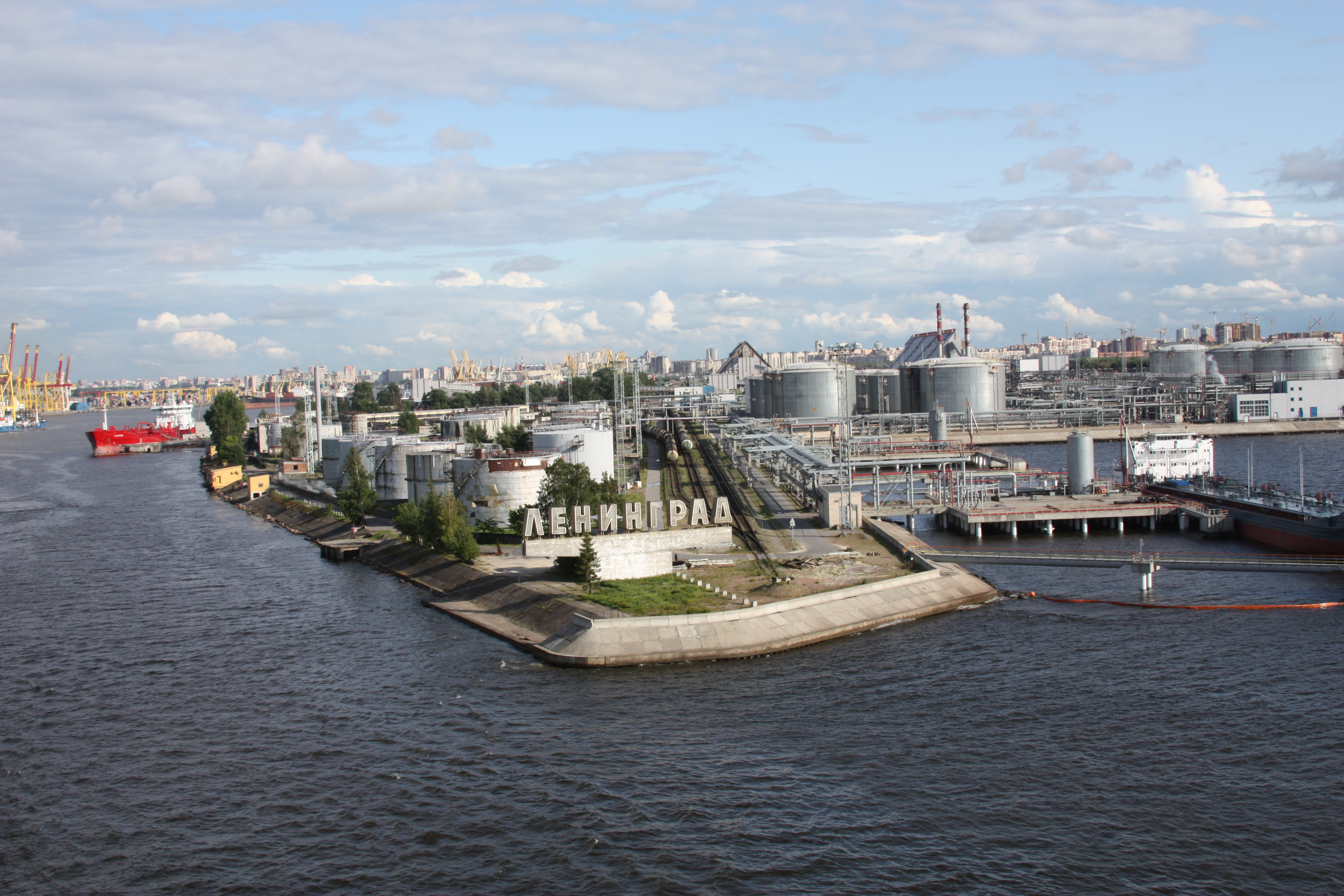
Puerto de San Petersburgo.

El 10 % de las turbinas de energía del mundo se hicieron en la empresa LMZ, que construyó más de dos mil turbinas para centrales eléctricas de todo el mundo. Las principales industrias locales son Astillero del Almirantazgo, Astilleros del Báltico, LOMO, la Planta Kirov, Elektrosila, Izhórskiye Zavody y también está registrada en San Petersburgo Sovkomflot, Compañía de Combustible de San Petersburgo y SIBUR, entre otras grandes empresas rusas e internacionales.
San Petersburgo tiene tres grandes puertos marítimos de carga: Bolshói Port Saint Petersburg, Kronstadt y Lomonósov. Los cruceros internacionales han servido en el puerto de pasajeros en Morskoy Vokzal en el suroeste de la Isla Vasílievski. En 2008 los primeros dos puestos fueron abiertos en el puerto de pasajeros en el oeste de la isla. El nuevo puerto es parte del proyecto de desarrollo de la ciudad "Fachada marina" y debe contar con siete amarraderos en funcionamiento en 2010.
Un complejo sistema de puertos fluviales en ambas orillas del río Neva está interconectado con el sistema de los puertos marítimos, con lo que San Petersburgo es el principal vínculo entre el mar Báltico y el resto de Rusia a través del Canal Volga-Báltico.

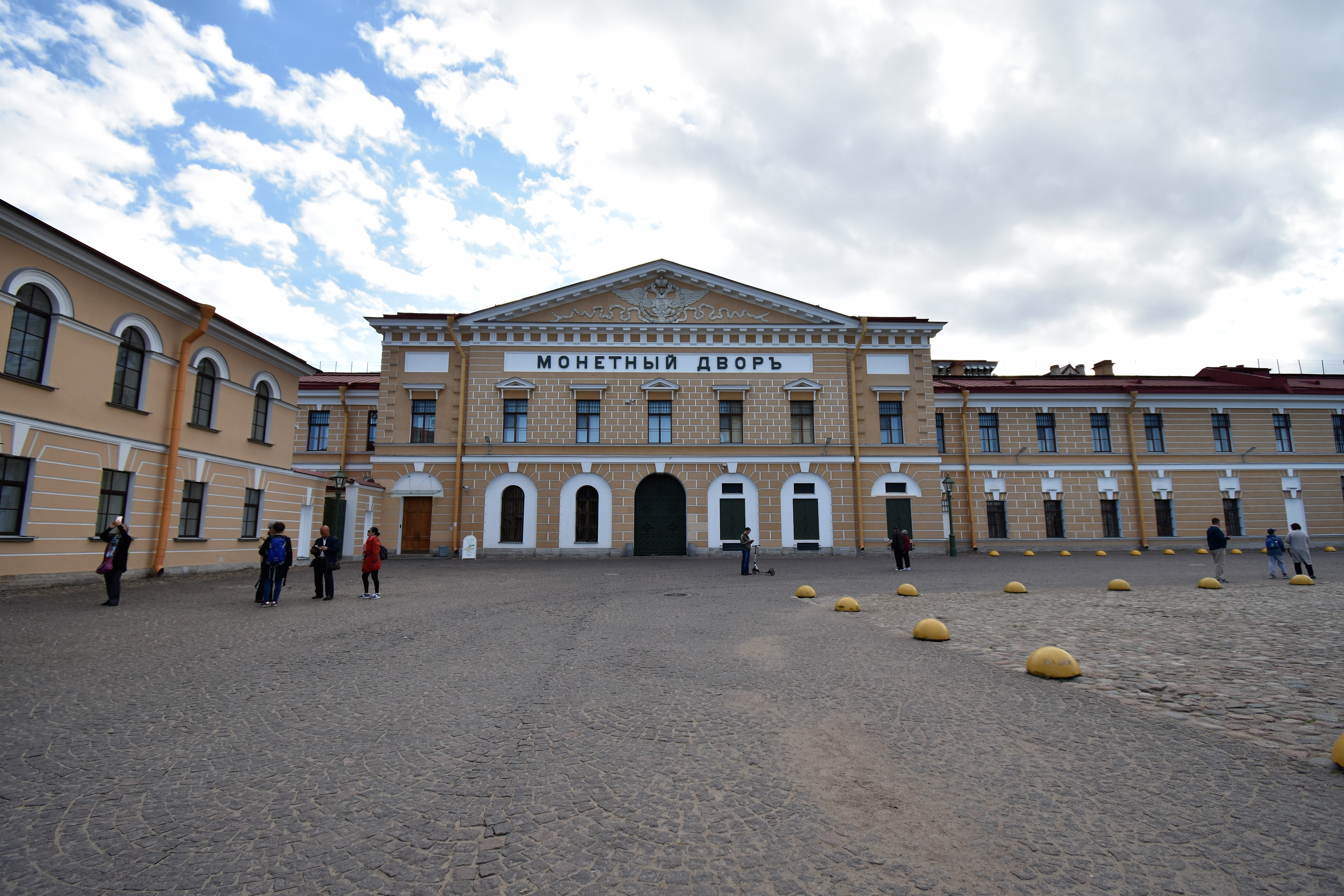
Casa de la Moneda de San Petersburgo.

La Casa de la Moneda de San Petersburgo (Monetny Dvor), fundada en 1724, es una de las mayores casas de la moneda del mundo, elabora monedas rusas, medallas e insignias. San Petersburgo es también la sede de la mayor y más antigua fundición de Rusia, la Monumentskulptura, que hizo miles de esculturas y estatuas que ahora adornan los parques públicos de la ciudad y de muchas otras. Los monumentos y estatuas de bronce de los zares, así como otras importantes figuras históricas y de dignatarios, y otros monumentos de fama mundial, tales como las esculturas de Peter Clodt von Jürgensburg, Paolo Troubetzkoy, Pável Antokolski y otros, se hicieron allí.
En 2007, Toyota inauguró una planta de Camry después de invertir 5000 millones de rublos (unos 200 millones de dólares) en Shushary, uno de los barrios del sur de San Petersburgo. Opel, Hyundai y Nissan también han firmado acuerdos con el gobierno ruso para construir plantas automotrices en San Petersburgo. La industria automotriz y del automóvil ha ganado en importancia en la ciudad durante la última década.
San Petersburgo es la sede de una fábrica de cerveza y significativa industria de la destilería. Es conocida como la "capital de la cerveza" de Rusia, debido a la oferta y la calidad del agua local, contribuyendo con más del 30 % de la producción nacional de cerveza con sus cinco grandes fábricas de cerveza, incluyendo la segunda mayor cervecería en Europa de Baltika, Vena (ambos operados por BBH), Heineken International, Stenka Razin y la cervecería Tinkoff (SUN-InBev).
La ciudad tiene una gran cantidad de destilerías locales que producen una amplia gama de marcas de vodka. La más antigua es Liviz (fundada en 1897). Entre las más recientes están el vodka Russian Standard, que se presentó en Moscú en 1998 e inauguró en 2006 una nueva destilería en San Petersburgo (en un área de 30 000 metros cuadrados y una tasa de producción de 22 500 botellas por hora) de 60 millones de dólares. En 2007, esta marca se exportaba a más de 70 países.
San Petersburgo tiene la segunda industria de la construcción más grande en Rusia, incluyendo viviendas comerciales y carreteras.
En 2006 el presupuesto de la ciudad de San Petersburgo fue de 179 900 millones de rublos y está previsto que se duplique para 2012. El producto regional bruto del sujeto federal, a partir de 2005, fue de 667 905 millones de rublos rusos, el cuarto más grande en Rusia después de Moscú, el óblast de Tiumén y el óblast de Moscú, o 145 503,3 rublos per cápita, el 12.º entre los sujetos federales de Rusia, y contribuyó principalmente con el comercio al por mayor y al por menor, servicios de reparación (24,7  %), así como la industria de transformación (20,9  %), transporte y telecomunicaciones (15,1  %).
Los ingresos de la ciudad en el año 2009 ascendieron a 294 300 millones de rublos y los gastos fueron de 336 300 millones de rublos. El déficit presupuestario ascendió a cerca de 42 000 millones de rublos.

## Cultura

### Museos

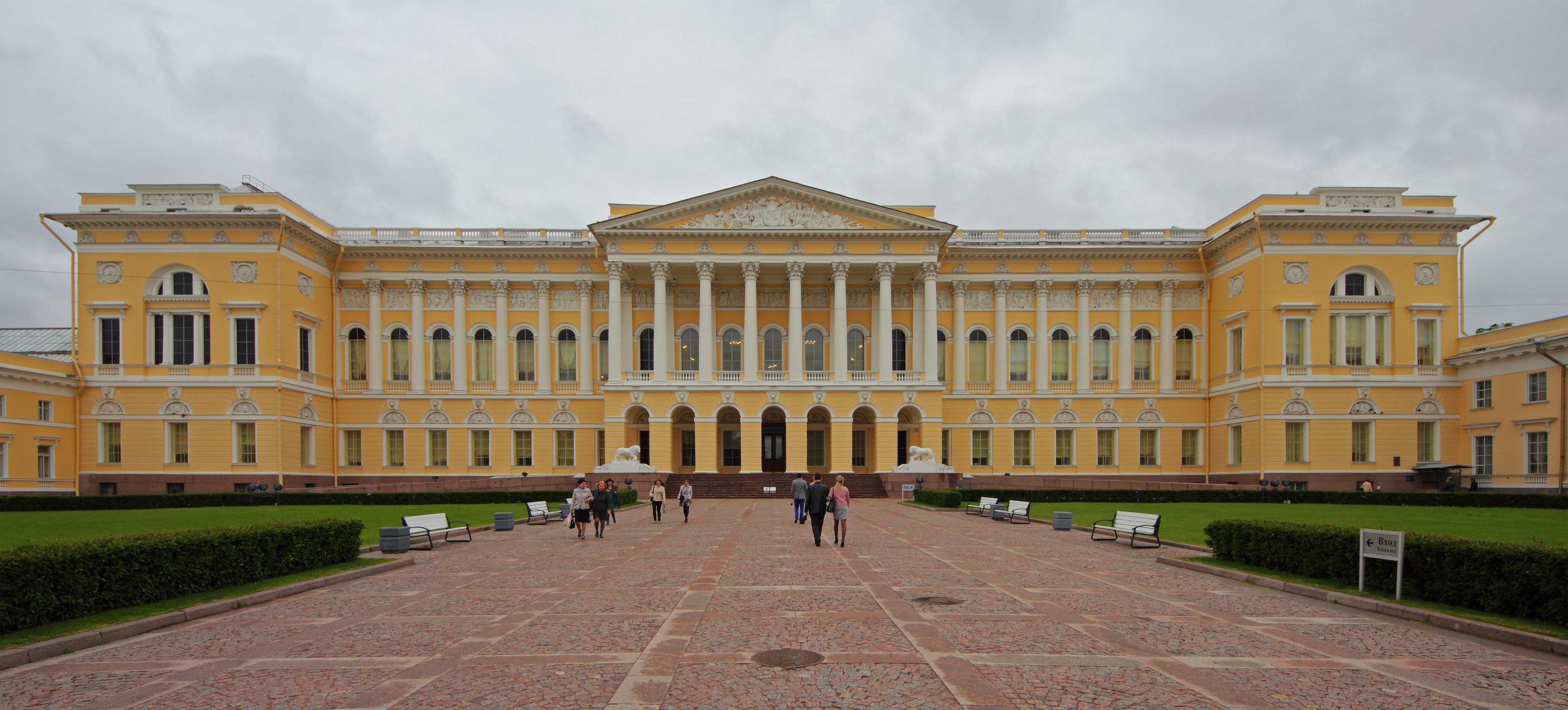
El Museo Ruso

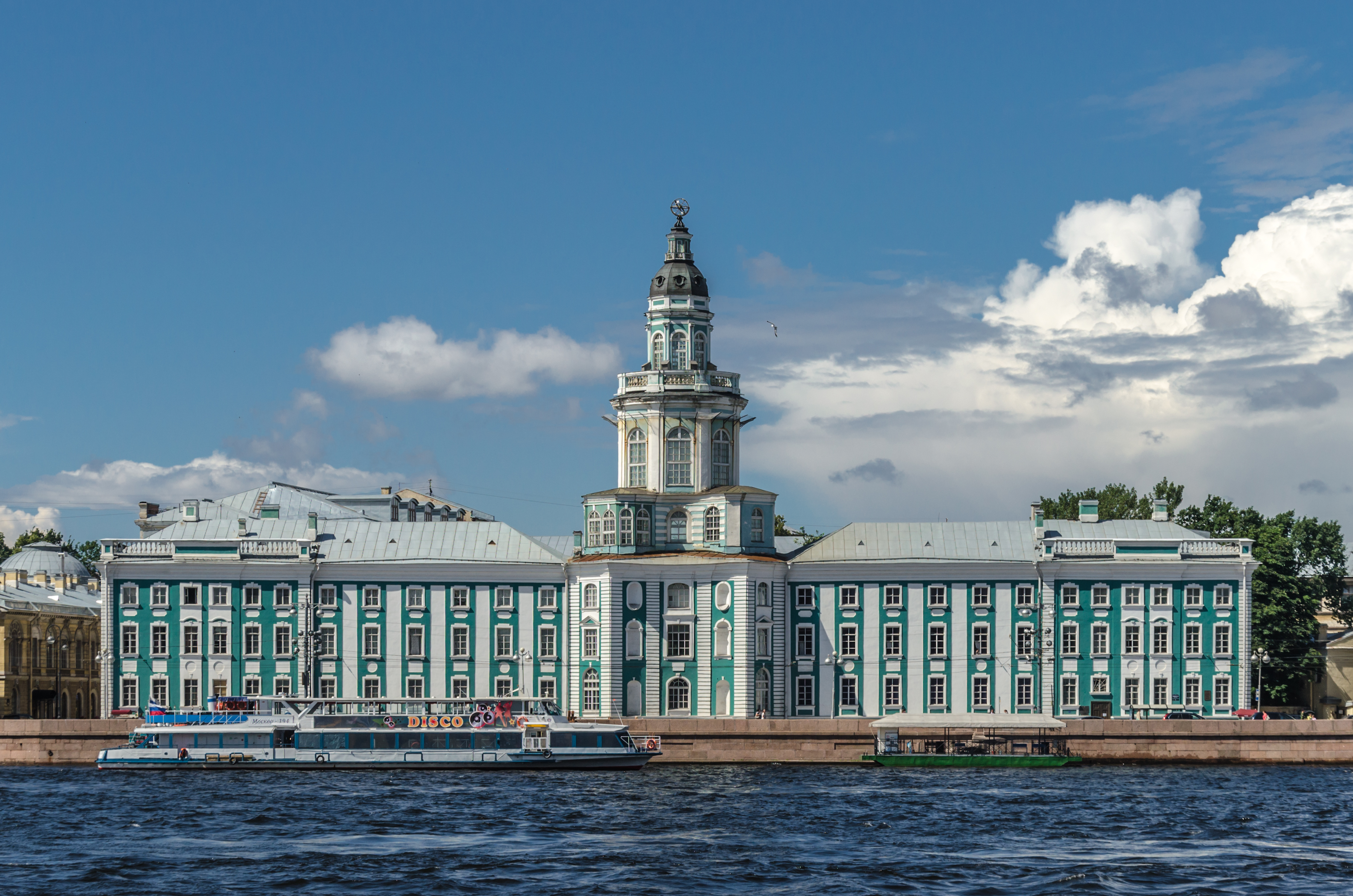
El museo Kunstkamera

San Petersburgo alberga más de doscientos museos, muchos de ellos alojados en edificios históricos. El más grande de los museos es el Museo del Hermitage, con interiores de la antigua residencia imperial y una vasta colección de arte y fundado por Catalina II. El Museo Ruso es un gran museo dedicado al arte ruso en particular. También se han convertido en museos públicos los apartamentos de peterburgueses famosos como Alexander Pushkin, Fiódor Dostoievski, Nikolai Rimski-Kórsakov, Feodor Chaliapin, Alexander Blok, Vladimir Nabokov, Anna Ajmátova, Mijaíl Zóschenko o Joseph Brodski, así como algunos conjuntos de palacios y parques de los suburbios del sur y notables monumentos arquitectónicos, como la Catedral de San Isaac.
La Kunstkamera, con su colección creada en 1714 por Pedro el Grande de curiosidades de todo el mundo, está considerada como el primer museo de Rusia, que es actualmente el Museo de Antropología y Etnografía Pedro el Grande. El Museo de Etnografía de Rusia, que se ha separado del Museo Ruso, está dedicado a las culturas de los pueblos de Rusia, la ex Unión Soviética y el Imperio ruso.
Otros museos notables incluyen el Museo Central Naval, ubicado en el edificio de la antigua bolsa de valores, y el Museo Zoológico, el Museo del Ferrocarril, el Museo del Sitio de Leningrado, Museo de Arte Contemporáneo Erarta, la mayor organización no gubernamental de museos de arte contemporáneo en Rusia, Museo de Historia de San Petersburgo en la fortaleza de San Pedro y San Pablo y el Museo de Artillería, que de hecho incluye no solo los elementos de artillería, sino también una enorme colección de otros equipos militares, uniformes y condecoraciones.
La Orquesta Filarmónica de San Petersburgo, también conocida antiguamente como Orquesta Filarmónica de Leningrado, fue fundada en 1882 y actualmente es la orquesta sinfónica más antigua del país.

### Arquitectura
San Petersburgo tiene tres rascacielos: la Torre Líder (140 m), Alejandro Nevski (124 m) y Atlantic-City (105 m). Los tres se encuentran lejos del centro histórico, pues la normativa vigente prohíbe la construcción de edificios altos en el centro de la ciudad. La Torre de la Televisión, de 310 metros de altura, es el edificio más alto terminado en la ciudad. Sin embargo, hubo un polémico proyecto aprobado por las autoridades de la ciudad, conocido como el Centro Ojta, para construir un rascacielos de 396 metros de altura. En 2008, World Monuments Fund incluyó el paisaje urbano de San Petersburgo en la lista de vigilancia de los 100 sitios más amenazados debido a futuras construcciones que lo amenazan con alterar drásticamente. El proyecto Ojta fue cancelado a finales de 2010 y en lugar de ese proyecto se inició el Centro Lajta, a las afueras de la ciudad. El complejo incluirá un rascacielos de oficinas de 463 metros de altura y varios edificios de poca altura, de uso mixto. El proyecto Lajta causó mucha menos polémica y, a diferencia del proyecto anterior sin construir, no es considerado por la Unesco como una amenaza potencial para el patrimonio cultural, ya que se encuentra muy lejos del centro histórico. Los trabajos comenzaron en noviembre de 2012.
A diferencia de Moscú, la arquitectura histórica en San Petersburgo está compuesta, en su mayoría, por edificios de estilo barroco y neoclásico de los siglos XVIII y XIX que se han preservado en gran medida, aunque un amplio número de edificios fueron demolidos después de la toma del poder de los bolcheviques, durante el sitio de Leningrado y en los últimos años. El edificio más antiguo que aún permanece en pie es una casa de madera construida por Pedro I en 1703 a orillas del Nevá cerca de plaza de la Trinidad. Desde 1990, el centro histórico de San Petersburgo y los conjuntos monumentales anejos en San Petersburgo y el óblast de Leningrado han sido catalogados por la Unesco como Patrimonio de la Humanidad.
El conjunto de la fortaleza de San Pedro y San Pablo, con la catedral de Pedro y Pablo, ocupa una posición dominante en la isla Záyachi a lo largo de la orilla derecha del río Nevá. Cada mediodía, un cañón dispara un tiro en blanco de la fortaleza. La Mezquita de San Petersburgo, la mezquita más grande de Europa cuando abrió sus puertas en 1913, está situada en la orilla derecha. El istmo de la isla Vasílievski, que divide el río en dos grandes brazos, la Bolshaya Nevá y la Malaya Nevá, está conectado a la ribera norte (isla de Petrogradski) a través del puente Birzhevoy y ocupado por la antigua Bolsa de valores de San Petersburgo. La costa sur de la isla Vasílievski a lo largo del Bolshaya Nevá cuenta con algunos de los edificios más antiguos de la ciudad, que datan del siglo XVIII, incluyendo la Kunstkamera, los Doce Colegios de San Petersburgo, el palacio Ménshikov y la Academia Imperial de las Artes. La ciudad alberga uno de los dos campus de la Universidad Estatal de San Petersburgo.
En la orilla sur, a la izquierda del Nevá, conectado al istmo de Vasílievski y a través del puente del Palacio, se encuentran el edificio del Almirantazgo, el amplio complejo del Museo del Hermitage que se extiende a lo largo del Muelle del Palacio, incluye el palacio de Invierno barroco, antigua residencia oficial de los emperadores rusos, así como el palacio de Mármol de estilo neoclásico. El Palacio de Invierno está enfrente de la plaza del Palacio, la plaza principal de la ciudad con la Columna de Alejandro.

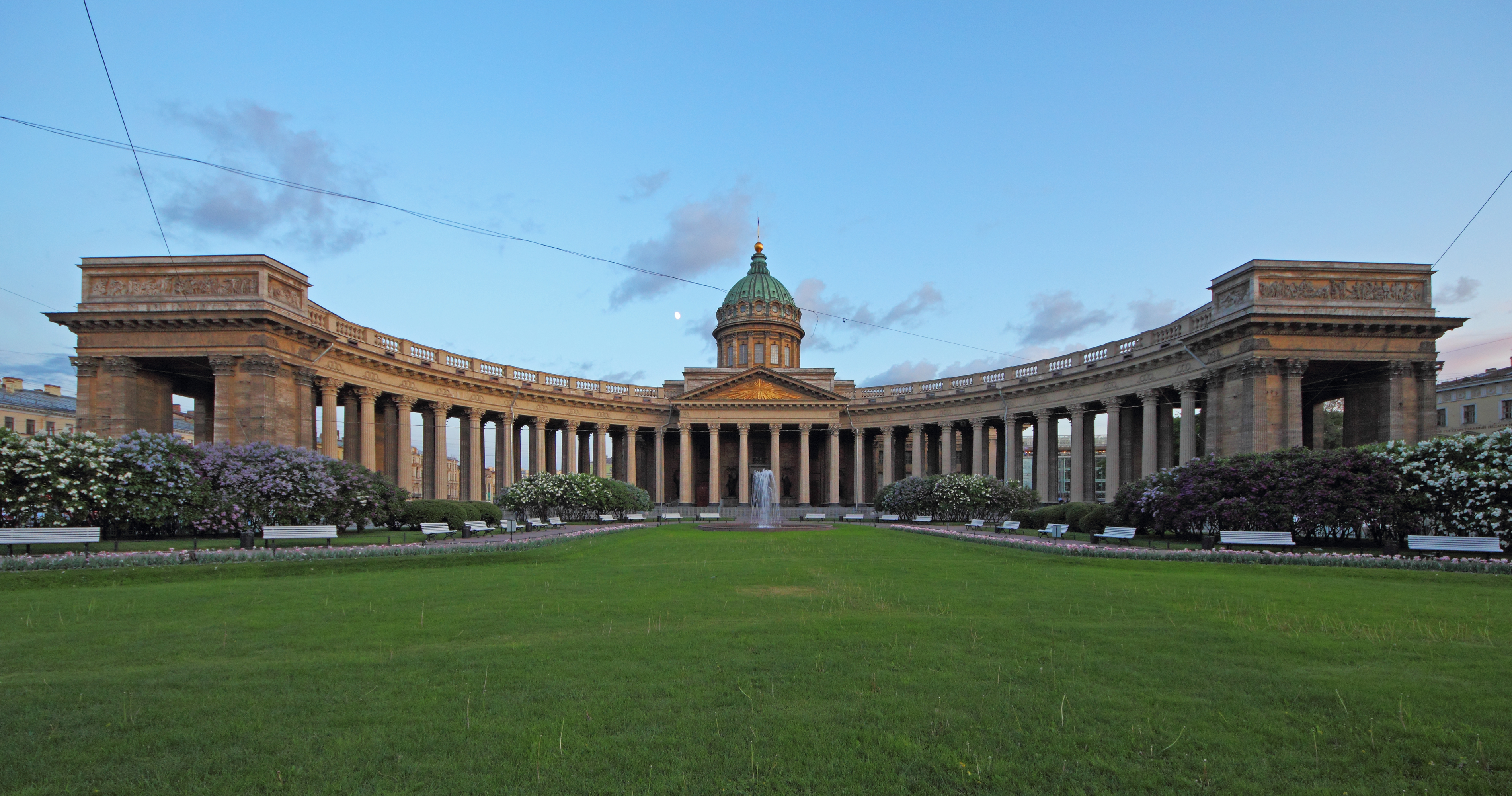
Catedral de Nuestra Señora de Kazán.

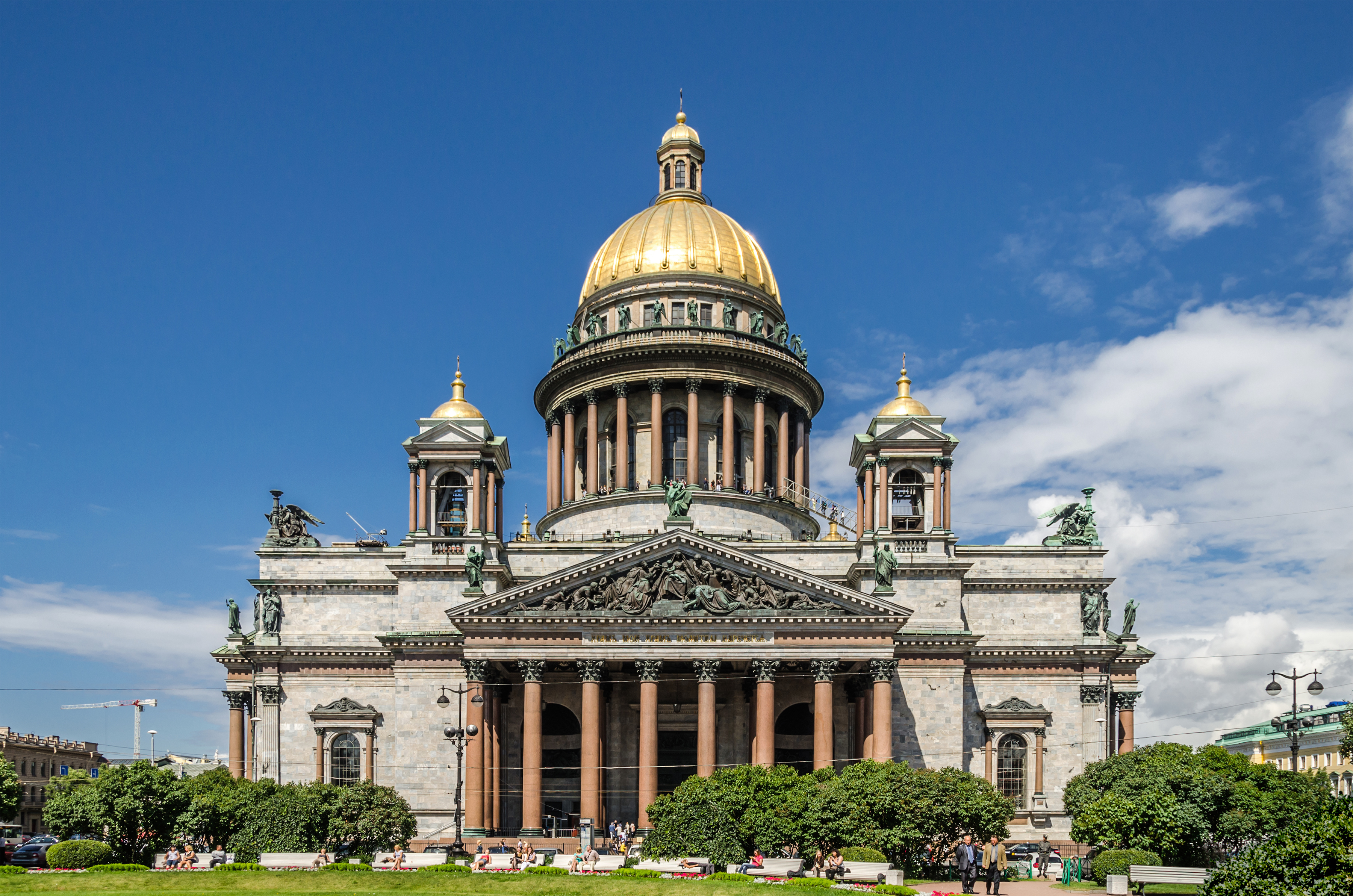
Catedral de San Isaac.

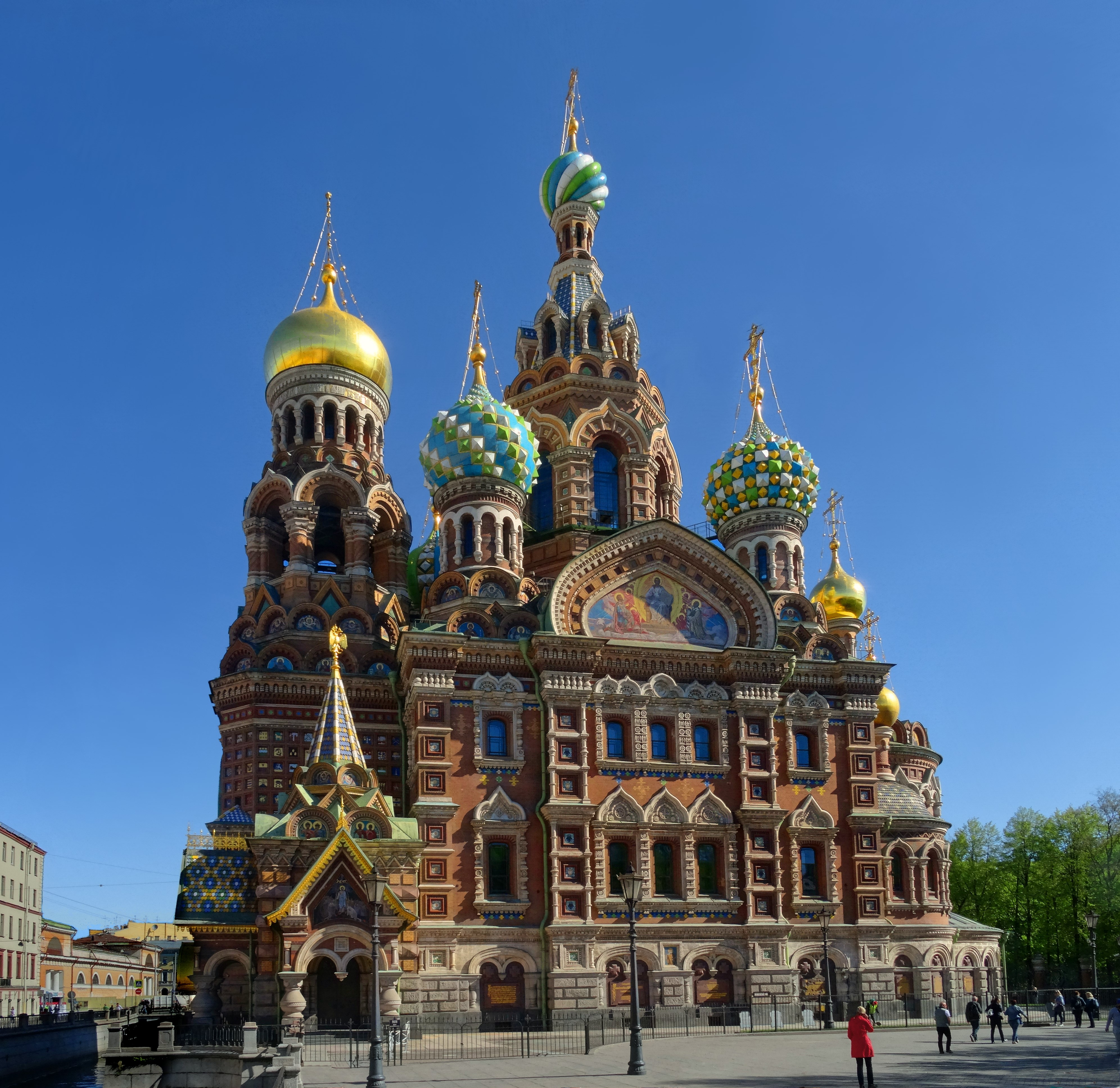
Iglesia del Salvador sobre la sangre derramada.

La avenida Nevski, también situada en la orilla izquierda del Nevá, es la avenida principal de la ciudad. Se inicia en el Almirantazgo y discurre hacia el este, junto a la plaza del Palacio. La avenida Nevski cruza el río Moika (con el Puente Verde), el Canal Griboedova (Puente Kazanski), la calle Sadóvaya, la Fontanka (Puente Aníchkov), cruza con Liteyny Prospekt y continúa hacia la plaza Vosstániya cerca de la estación de ferrocarril Moskovski, donde se encuentra con Ligovski Prospekt y llega al monasterio de Alejandro Nevski. El Pasaje, la iglesia católica de Santa Catalina, la Casa del Libro (sede de la empresa fabricante de máquinas de coser Singer Corporation), el Grand Hotel Europe, la iglesia kuterana de San Pedro y San Pablo, el Gostiny Dvor, la Biblioteca Nacional Rusa, el Teatro Alejandrinski detrás de la estatua de Catalina la Grande de Mikeshin, la catedral de Kazán, el palacio Stroganov, el palacio Aníchkov y el palacio Beloselski-Belozerski, todos ellos situadas a lo largo de esa avenida.
El monasterio de Alejandro Nevski, destinado a albergar las reliquias de San Aleksandr Nevski, es un importante centro de educación cristiana en Rusia. También contiene el cementerio de Tijvin con tumbas de muchos peterburgueses notables.
Muchos lugares notables se encuentran al oeste y al sur del edificio del Almirantazgo, incluyendo la catedral de la Trinidad, el palacio Mariinski, el Hotel Astoria, el famoso Teatro Mariinski, la Isla de Nueva Holanda, la catedral de San Isaac, la más grande de la ciudad, y la plaza del Senado, también conocida como la plaza de los Decembristas con el jinete de bronce, un monumento ecuestre del siglo XVIII a Pedro el Grande, que está considerado como uno de los símbolos más reconocibles de la ciudad.

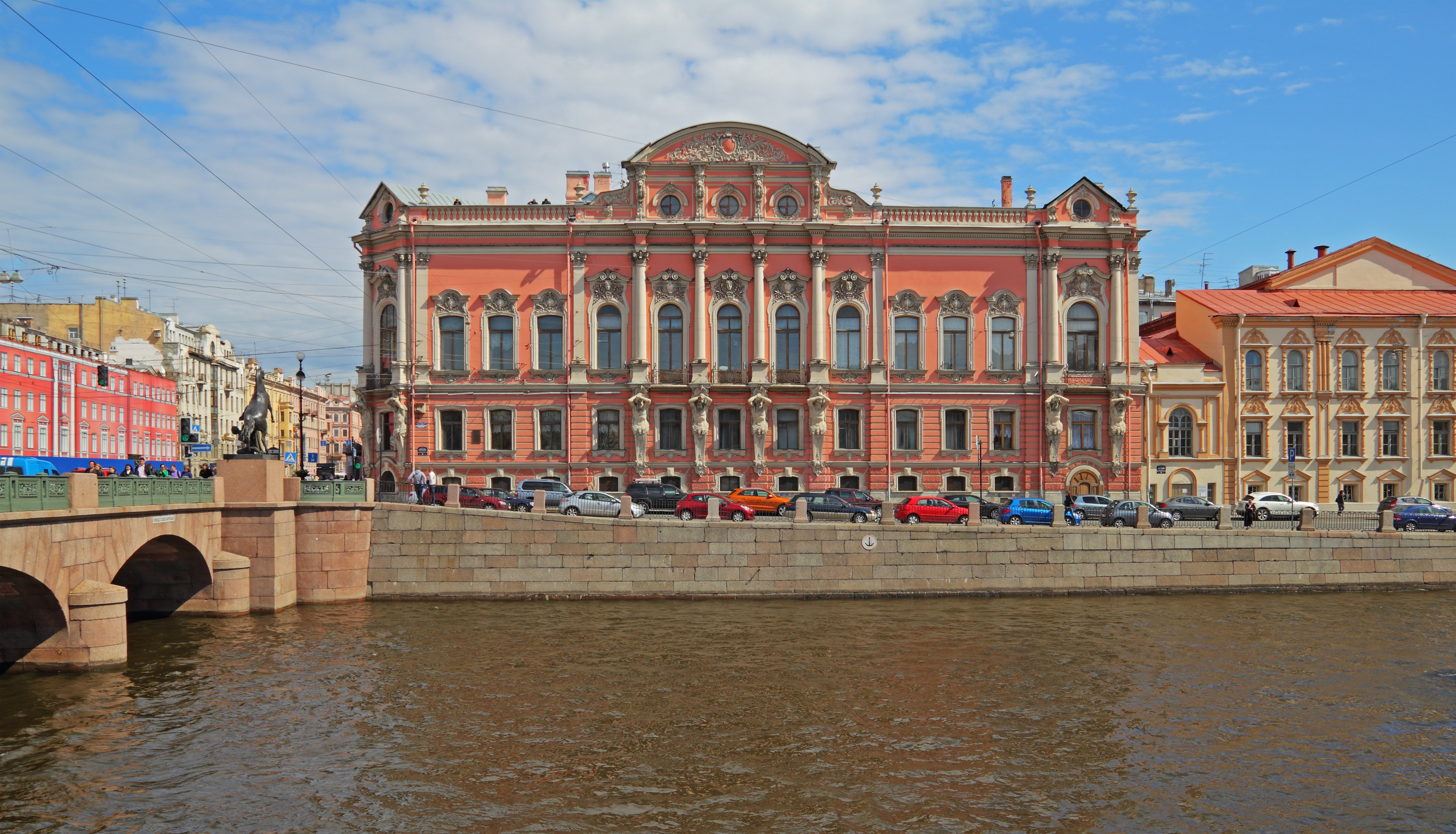
Palacio Beloselski-Belozerski.

Otros símbolos de San Petersburgo incluyen la veleta en forma de una pequeña nave en la parte superior de la aguja dorada del Almirantazgo y el ángel dorado en la parte superior de la catedral de San Pedro y San Pablo. El puente del Palacio es otro símbolo de la ciudad. Cada noche, durante el período de navegación desde abril hasta noviembre, 22 puentes sobre el Nevá y los canales principales se destacan ópticamente para que los buques entren y salgan del mar Báltico. Hay cientos de pequeños puentes en San Petersburgo que atraviesan numerosos canales y afluentes del Nevá; algunos de los más importantes de los cuales son el Moika, el Fontanka, el Canal Griboyedov, el Canal Obvodny, el Karpovka y el Smolenka. Debido a la intrincada red de canales, San Petersburgo es a menudo llamada la Venecia del Norte. Los ríos y canales del centro de la ciudad son muros de contención de granito. Los terraplenes y puentes están separados de los ríos y canales por pretiles de granito o parapetos de hierro fundido.
La característica zona sur de la ciudad alberga antiguas residencias imperiales, como Petergof, con fuentes de cascadas majestuosas y parques, Tsárskoye Seló, con el barroco palacio de Catalina y el neoclásico palacio de Alejandro, y Pavlovsk, que contiene un palacio abovedado del emperador Pablo y uno de los más grandes parques de estilo inglés en Europa. Algunas otras residencias situadas cerca y que forman parte del patrimonio de la humanidad, incluyen un castillo y un parque en Gatchina, que, en realidad, pertenecen al óblast de Leningrado. Otro barrio notable es Kronstadt, con sus fortificaciones del siglo XIX y los monumentos de guerra, ocupando la isla Kotlin en el golfo de Finlandia.
Dado finales del siglo XX, una gran cantidad de edificios y activos municipales han sido objeto de trabajos de restauración en los distritos más antiguos de la ciudad. Las autoridades han transferido las residencias privadas que eran de propiedad estatal en el centro de la ciudad a arrendadores privados. Muchos edificios antiguos han sido reconstruidos para permitir su uso como apartamentos y áticos.

## Deportes

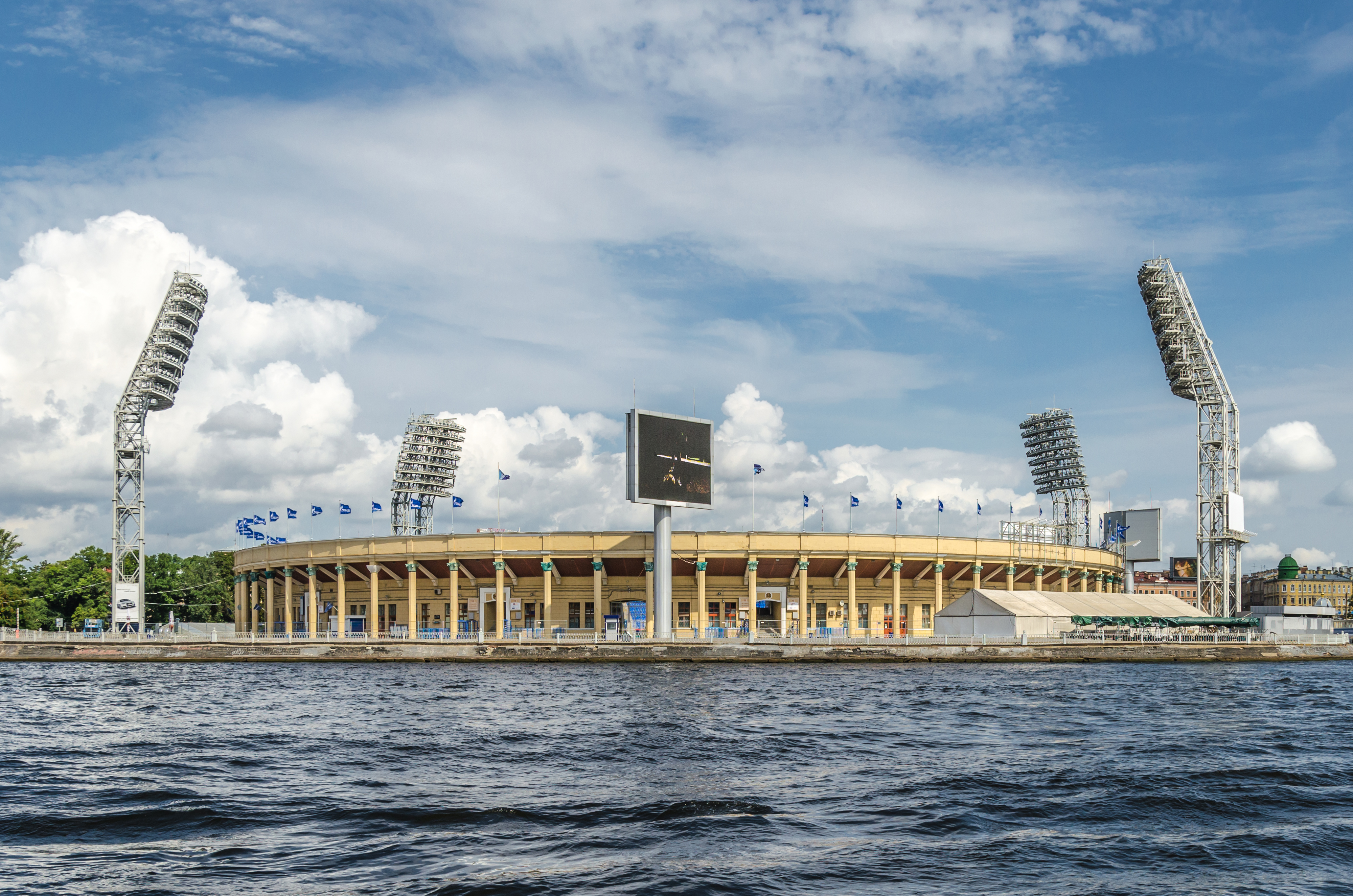
Estadio Petrovski.

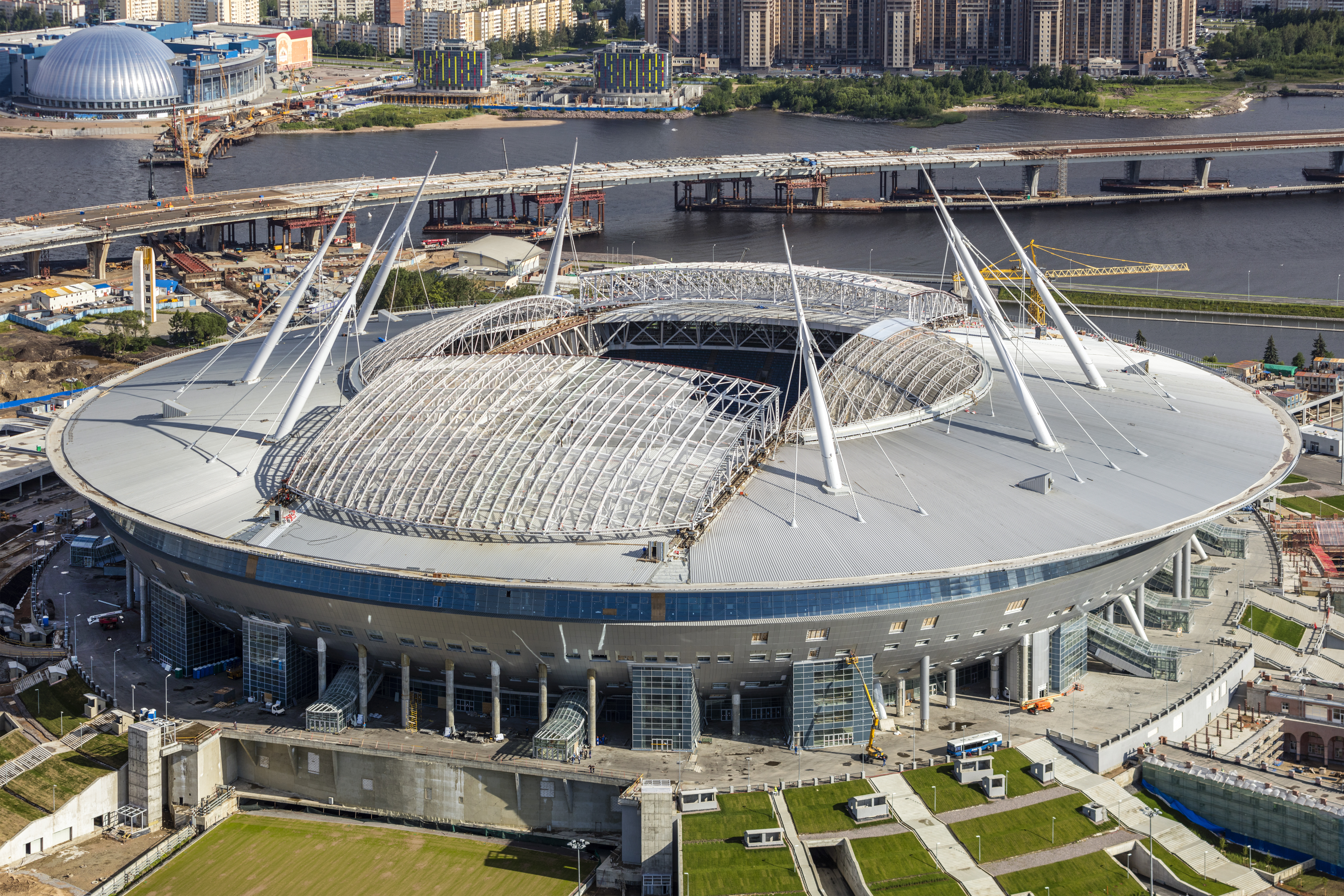
Gazprom Arena.

La ciudad es sede de los clubes de fútbol Zenit San Petersburgo que juega en el Gazprom Arena, ubicado donde se emplazaba el antiguo Estadio S.M. Kirov, y del FC Dynamo San Petersburgo, que juega en el Estadio Petrovski (Стадион Петровский). También cuenta con el club de hockey sobre hielo SKA San Petersburgo y el club de baloncesto Spartak San Petersburgo.
- FC Zenit-2 San Petersburgo juega en el Estadio Petrovski y compite en tercera división y en la Copa de Rusia.

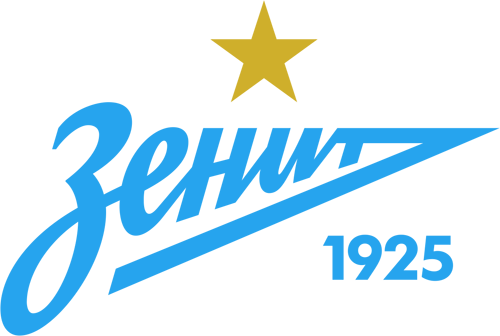
Logo del Zenit y Zenit-2.

| Equipo                              | Deporte            | Competición                            | Estadio                        | Creación  |
| ----------------------------------- | ------------------ | -------------------------------------- | ------------------------------ | --------- |
| Zenit San Petersburgo               | Fútbol             | Liga Premier de Rusia                  | Gazprom Arena                  | 1966      |
| FC Dynamo San Petersburgo           | Fútbol             | Liga de Fútbol Profesional de Rusia    | Estadio Petrovski              | 1892      |
| SKA San Petersburgo                 | Hockey sobre hielo | Kontinental Hockey League              | Palacio de Hielo               | 1946      |
| BC Spartak de San Petersburgo       | Baloncesto         | Superliga de Baloncesto de Rusia       | Sibur Arena                    | 1935      |
| B.C. Zenit Saint Petersburg         | Baloncesto         | Superliga de Baloncesto de Rusia       | Sibur Arena                    | 2003      |
| BC Dinamo San Petersburgo (extinto) | Baloncesto         | Liga Profesional de Baloncesto (Rusia) | Palacio de Deportes Yubileyniy | 2004-2006 |
| VC Zenit Saint Petersburg           | Voleibol           | Superliga Rusa de Voleibol             | Sibur Arena                    | 2017      |
| Saint Petersburg Griffins           | Fútbol americano   | Russian American Football Championship |                                | 2005      |

#### Copa Mundial de Fútbol de 2018
En 2018, San Petersburgo fue sede de varios partidos del Mundial-2018. Se jugaron aquí los partidos de la etapa de grupos, ⅛ de final, semifinal y el partido por el tercer lugar. Todos los encuentros se celebraron en el estadio de la isla Krestovski. Para los aficionados se organizó un Fan Fest de la FIFA en la plaza Koniúshennaya.

## Educación

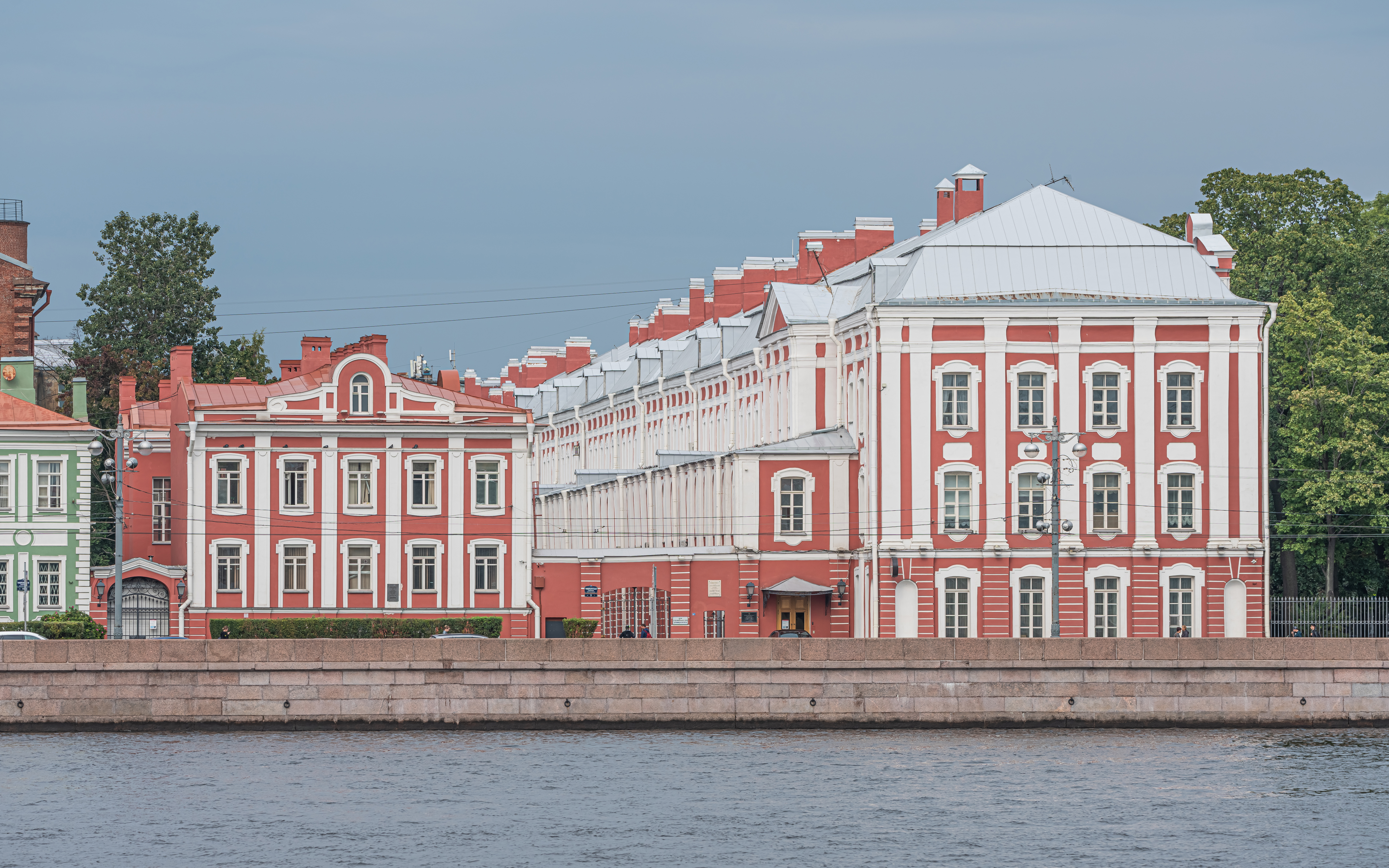
Universidad Estatal de San Petersburgo.

Durante el curso 2006/2007 había 1024 guarderías, 716 escuelas públicas y 80 escuelas profesionales en San Petersburgo. La mayor de las instituciones públicas de educación superior es la Universidad Estatal de San Petersburgo, que cuenta con, aproximadamente, 32 000 estudiantes de pregrado; y la institución de educación superior no gubernamentales más grande es el Instituto de Comercio Internacional, Economía y Derecho. Otras universidades famosas que tienen su sede en la ciudad son la Universidad Politécnica de San Petersburgo, la Universidad de Herzen y la Universidad Militar de Ingeniería Técnica. Sin embargo, las universidades públicas son propiedad federal y no pertenecen a la ciudad.

## Transporte y comunicaciones
San Petersburgo es un importante centro de transportes de Rusia. La primera línea de ferrocarril se construyó en 1837 y desde entonces la infraestructura de transportes de la ciudad ha crecido paralela al desarrollo de la ciudad. Tiene un amplio sistema de carreteras locales y servicios de ferrocarril, así como un extenso sistema de transporte público que incluye el tranvía y el Metro de San Petersburgo. También cuenta con servicios de transporte fluvial en el que los pasajeros pueden viajar por los ríos y canales que cruzan la ciudad de manera eficiente.
Está conectada con el resto de ciudades rusas y europeas mediante las autopistas federales, nacionales o internacionales que salen o cruzan la ciudad. Existen, además, rutas ferroviarias nacionales e internacionales y para el transporte aéreo los ciudadanos disponen del Aeropuerto de Púlkovo.

### Ferrocarril

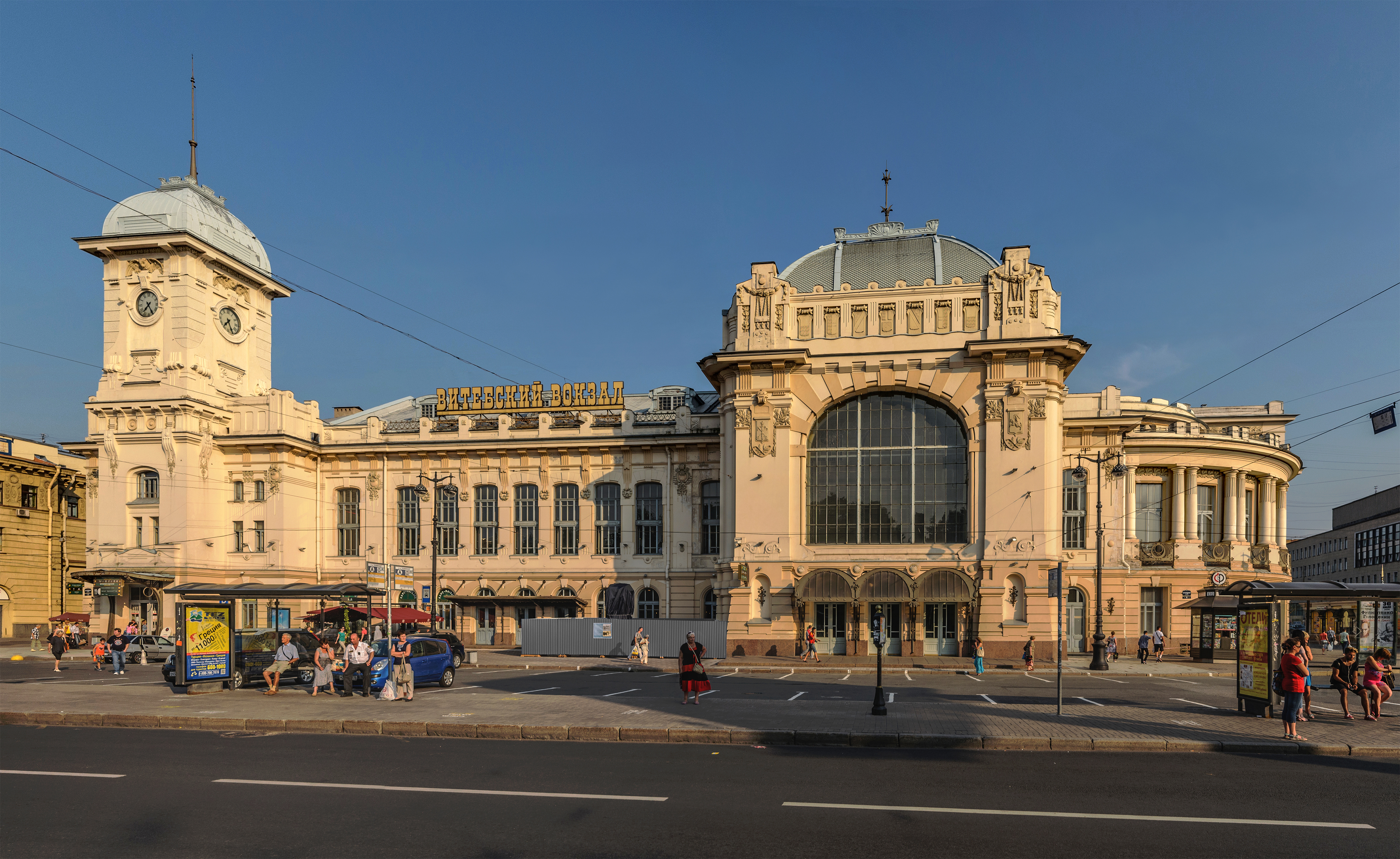
Estación de Vítebsk.

San Petersburgo es el destino final de una amplia red de ferrocarriles interurbanos y suburbanos, y cuenta con cinco estaciones de trenes diferentes: Baltiyski (1857), Finlyandski (1870), Ladozhski (2003), Moskovski (1847) y Vítebsk (1837). Tiene conexiones internacionales de tren a Helsinki en Finlandia, Berlín en Alemania, y a todas las antiguas repúblicas de la Unión Soviética. La línea ferroviaria a Helsinki fue construida en 1870, con 443 kilómetros de distancia y tres trayectos diarios en un viaje que dura aproximadamente tres horas y media con el nuevo tren Allegro.
La línea Moscú-San Petersburgo se inauguró en 1851, con una longitud de 651 kilómetros de trayecto. El viaje a la capital rusa requiere de entre tres horas y media a nueve, aproximadamente.
En 2009 Ferrocarriles Rusos puso en marcha un servicio de alta velocidad en la ruta Moscú-San Petersburgo. El nuevo tren, conocido como Sapsan, es un derivado del popular tren Siemens Velaro, del cual se han hecho varias versiones que ya están en servicio en varios países europeos. Se establecieron récords para el tren más rápido en Rusia el 2 de mayo de 2009, viajando a 281 km/h y el 7 de mayo de 2009, viajando a 250 kilómetros por hora.
Desde el 12 de diciembre de 2010, los Trenes Karelian, una empresa conjunta de Ferrocarriles Rusos, y VR (Ferrocarriles de Finlandia) han estado gestionando el Alstom Pendolino, que opera servicios de alta velocidad entre la estación de Finlyandski de San Petersburgo y la estación central de tren de Helsinki. Estos servicios son calificados como trenes 'Allegro'.

### Marítimo
La ciudad cuenta con servicios de transporte marítimo a través de sus puertos de pasajeros y de carga en la bahía del Nevá en el Golfo de Finlandia, el puerto fluvial situado en la parte superior del río, y decenas de pequeñas estaciones de pasajeros a ambas orillas del Nevá. Dicho río es, también, el término entre la vía navegable Volga-Báltico y la del canal Mar Blanco-Mar Báltico.
En 2004 se inauguró el puente Bolshói Obújovski, el primero que no necesita ser levantado y que cuenta con 2824 metros de largo. Existe una red de hidrodeslizadores que conectan el centro de San Petersburgo con las ciudades costeras de Kronstadt, Lomonosov, Peterhof, Sestroretsk y Zelenogorsk desde mayo a octubre. A través de los canales de la ciudad circulan, además, pequeños botes y taxis acuáticos en los meses más cálidos.

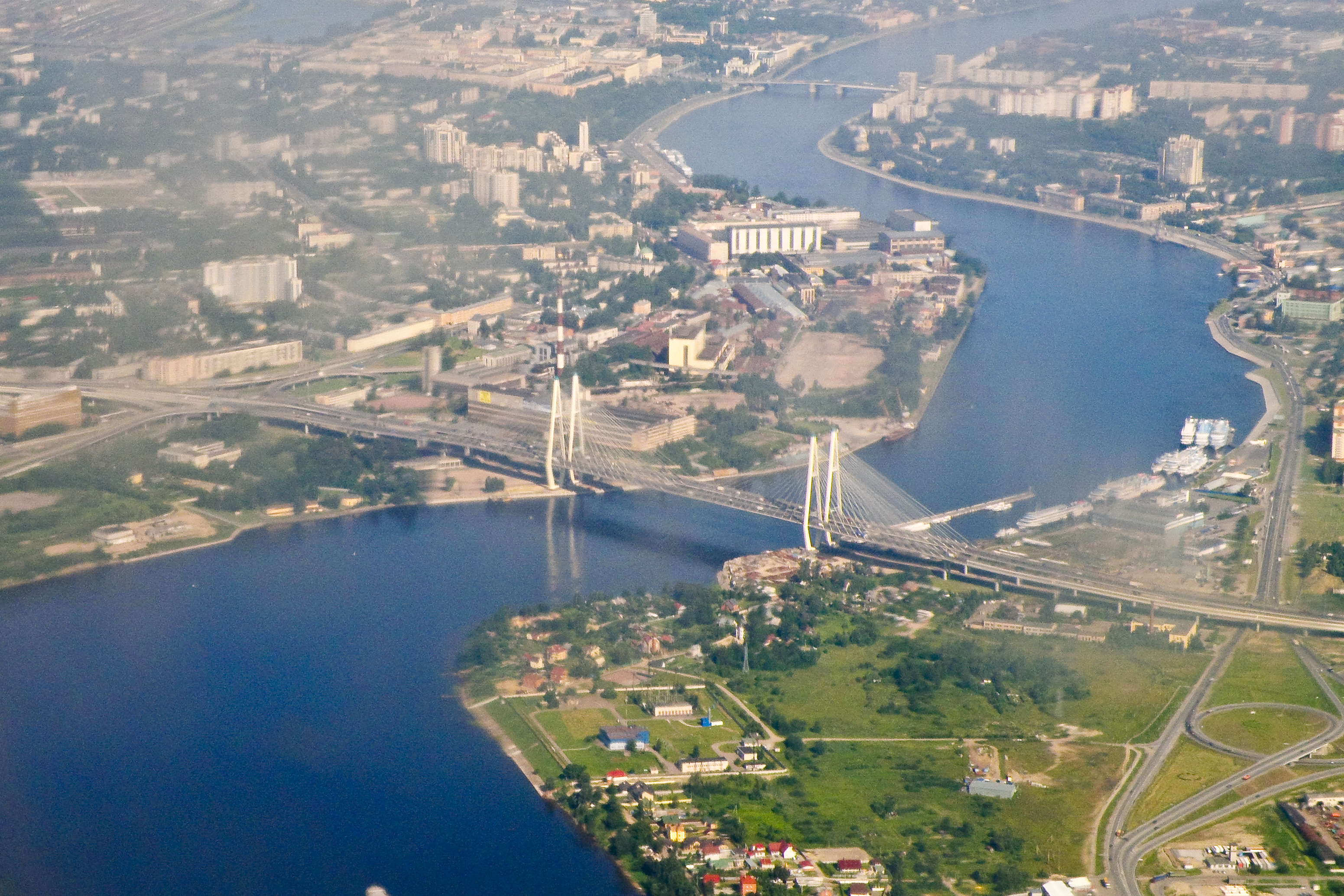
La carretera de circunvalación pasa por el puente Bolshói Obújovski.

La compañía St. Peter Line opera dos ferris que conectan San Petersburgo con las ciudades nórdicas de Helsinki y Estocolmo.

### Carretera y transporte público
San Petersburgo tiene una extensa red de transporte público compuesta por autobuses, tranvías y trolebuses, y varias rutas de marshrutkas, las furgonetas o minibuses que lograron gran popularidad durante el régimen soviético. El tranvía de San Petersburgo es el medio de transporte más usado desde que en los años 80, la ciudad llamada entonces Leningrado implantase el sistema de tranvía más grande del mundo. Sin embargo, durante la década de 2000 se desmantelaron varias líneas y su extensión ha disminuido.

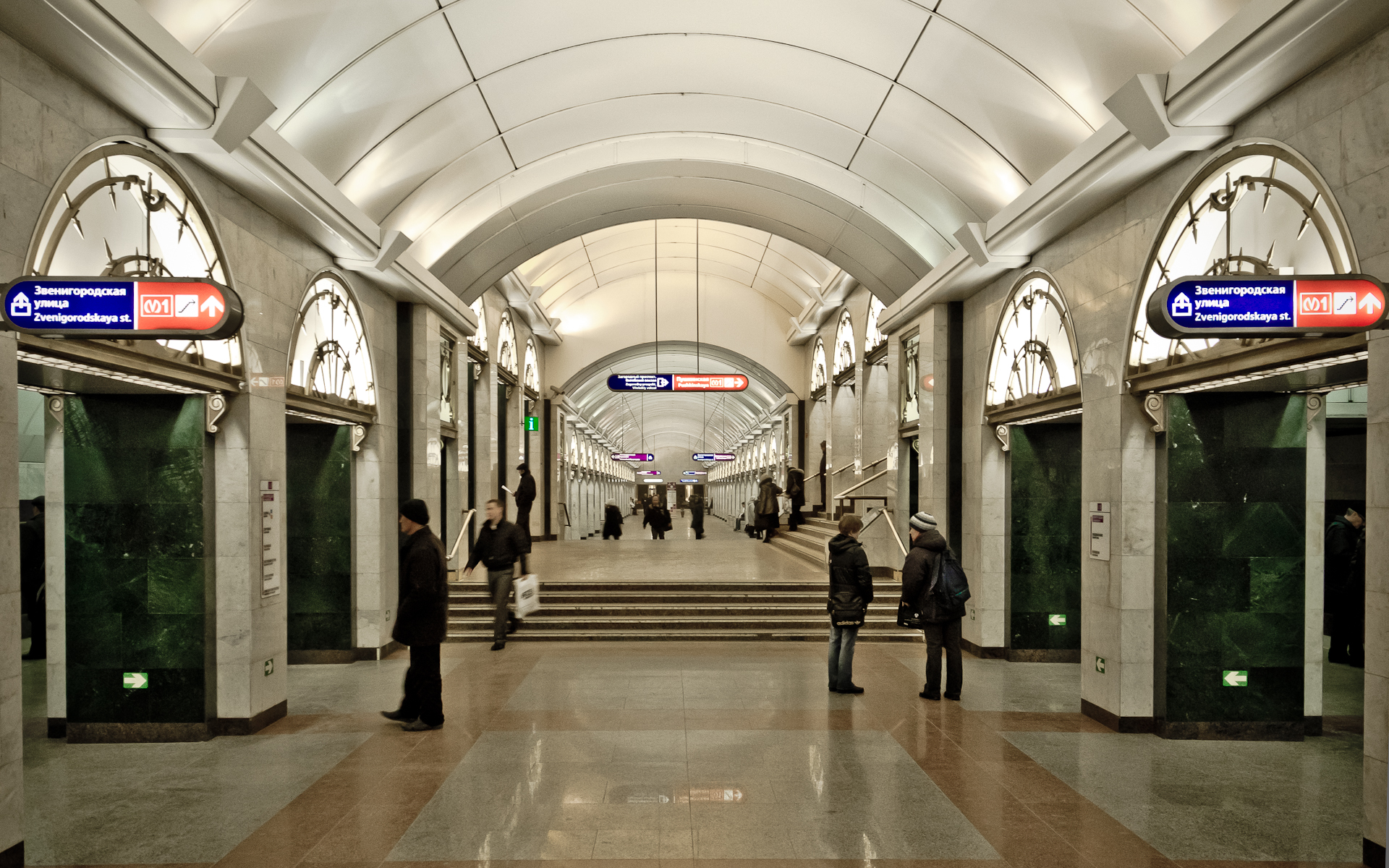
Interior de la estación Zvenigorodskaya del Metro de San Petersburgo.

Los autobuses transportan cada día cerca de tres millones de pasajeros, sirviendo alrededor de 250 rutas urbanas e interurbanas. En 1955 fue inaugurado el Metro de San Petersburgo que cuenta con cinco líneas y 64 estaciones, que conectan con las cinco estaciones ferroviarias de la ciudad y cada día es utilizado por 3,4 millones de pasajeros. Las estaciones de metro están decoradas con mármoles y bronce.
En 2018 se inauguraron nuevas estaciones de metro como Prospekt Slavi, Dunáiskaya, Shushari, Begovaya, Novokrestóvskaya, diseñada con el propósito de facilitar el acceso de los espectadores al estadio durante la celebración del Mundial-2018 y para los partidos del Zenit.
Por otra parte, la congestión de tráfico es un problema habitual de la ciudad debido al volumen de tráfico diario procedente de los barrios y localidades de la periferia y del propio centro de la ciudad, el tráfico interurbano y las nevadas inviernales. La carretera de circunvalación alrededor de la ciudad, la A118, consta de 142 kilómetros de autopistas radiales que fueron inauguradas al público en 2006.
San Petersburgo forma parte de un importante corredor de transporte que enlaza Escandinavia con Rusia y Europa del Este. La ciudad es un nudo de las rutas europeas E18, hacia Helsinki; E20, hacia Tallin; E95, hacia Pskov, Kiev y Odesa; y E105 hacia Petrozavodsk, Murmansk y Kirkenes (al norte) y hacia Moscú y Járkov (al sur).

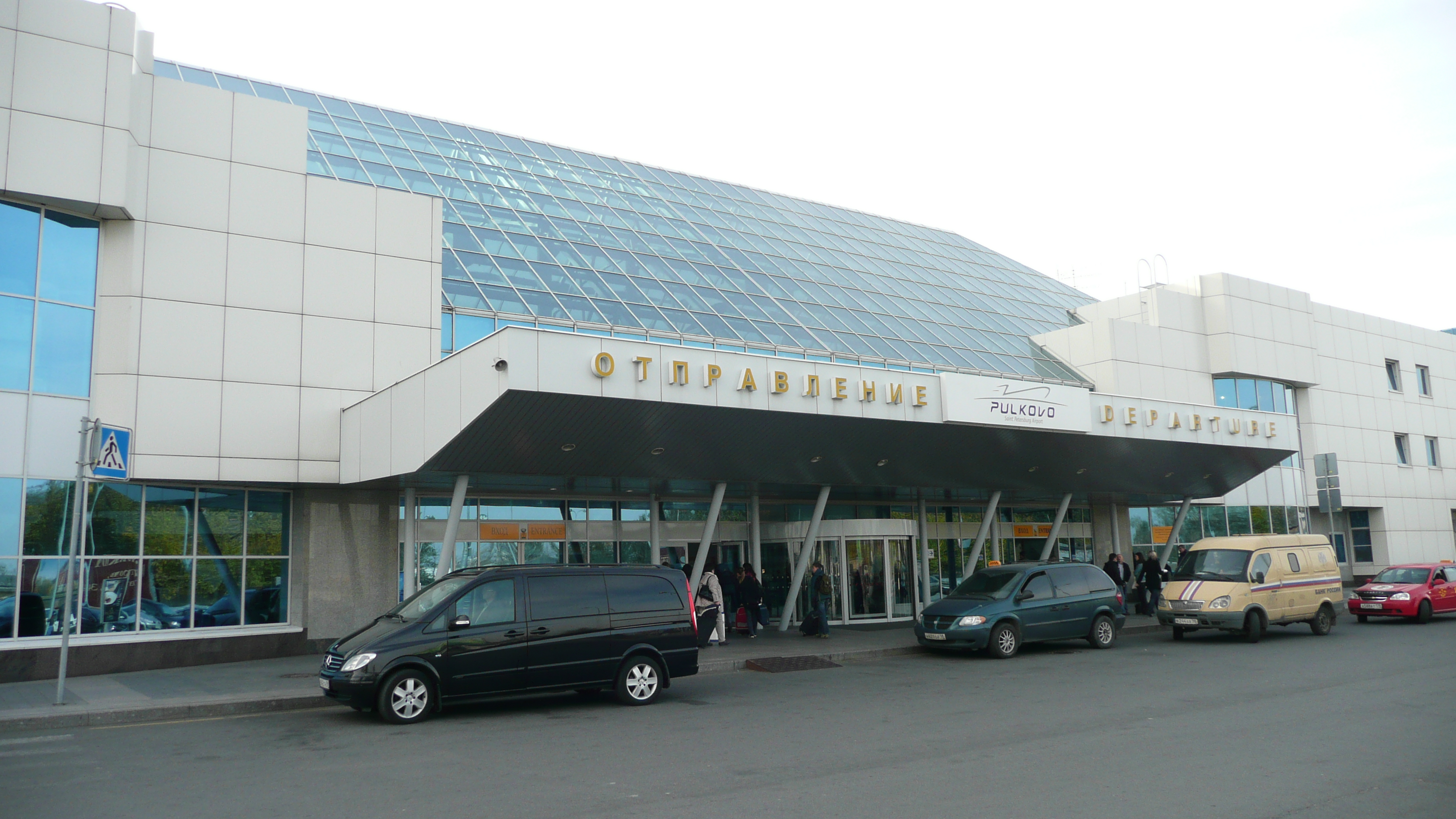
Terminal 2 del Aeropuerto de Púlkovo.

### Aéreo
El principal aeropuerto es el de Púlkovo que está situado a unos 17 km al sur de la ciudad, que además cuenta con otros tres pequeños aeropuertos comerciales y de carga en la periferia. El aeropuerto de Púlkovo fue inaugurado en 1931 como un pequeño aeródromo de pasajeros. En 2007 fue el cuarto aeropuerto ruso más transcurrido tras los moscovitas de Domodedovo, Sheremetyevo y Vnukovo; y en 2009 registró un total de 6,76 millones de pasajeros. Cuenta con dos terminales, una para vuelos nacionales y otra para internacionales, y es uno de los más modernos de la Federación Rusa.
Sin embargo, los pronósticos auguran que en 2025 Púlkovo gestionará alrededor de 17 millones de pasajeros anuales, por lo que se ha comenzado a planificar la construcción de una nueva extensión al norte de la Terminal 1 que contará con 18 puertas de embarque. Las obras de construcción comenzaron en noviembre de 2010 y se esperaba completarlas en 2013.

## Sus aportes al mundo
En 1724, un año antes de la muerte de Pedro el Grande —quien contaba con 52 años—, se creó por decreto suyo la Academia Rusa de las Ciencias. En 1757 se estableció la Academia Imperial de las Artes, donde estudiaron pintores rusos de la talla de Karl Briullov e Iliá Repin (ambos del siglo XIX), que alcanzaron renombre mundial.
En 1819 se fundó la Universidad de San Petersburgo, a la que siguieron muchas otras instituciones de enseñanza superior. Entre ellas destaca el Instituto Smolny (1764), la primera institución para formación de mujeres. A finales del siglo XIX, un residente de la ciudad, el fisiólogo y premio Nobel ruso Iván Pávlov, formuló el concepto de reflejo condicionado. Y en esta misma localidad, el químico ruso Dmitrij Mendeleev confeccionó su tabla periódica de los elementos, conocida por sus compatriotas como la tabla de Mendeleev.
La Fábrica Imperial de Porcelana Rusa fue fundada por Isabel I, la Clemente, es la más antigua de Rusia. Considerada una de las pocas empresas que lograron sobrevivir a los conflictos bélicos y económicos y que hoy es reconocida a nivel internacional con más de 270 años de antigüedad.
La metrópoli también atrajo la atención internacional por su vida cultural. En 1738 se fundó allí el primer teatro ruso profesional, el Teatro Mariinski en donde se encuentra la academia de baile que se convertiría en el mundialmente famoso Ballet Mariinski, San Petersburgo no tardó en poblarse de salas de conciertos, ballet y teatro. Allí también se afincaron ilustres compositores como Piotr Ilich Chaikovski (1840-1893).
San Petersburgo también nutrió el espíritu de muchas célebres figuras nacionales de la poesía y la prosa que en ella vivieron. El joven Aleksandr Pushkin se convirtió, en opinión de muchos, en «el máximo poeta [nacional] y el padre de la literatura rusa contemporánea». Las obras de este autor ruso se han traducido a los principales idiomas del mundo. Entre ellas se cuenta el poema que dedicó a su ciudad adoptiva. Y no olvidemos a Dostoyevski, a quien «suele catalogarse entre los mejores novelistas de toda la historia» (The Encyclopædia Britannica), con su novela Crimen y castigo, que se desarrolla en la ciudad peterburguesa.
La escritora y guionista Viktoria Tókareva (1937-) nació y vive en esta ciudad.

## Ciudades hermanadas
Lista de ciudades hermanas de San Petersburgo.
- Santiago, Cuba (desde 1980)[43]
- Aarhus, Dinamarca (desde 1989)[43]
- Adana, Turquía (desde 1997)[43]
- Amberes, Bélgica (desde 1958)[43]
- Bangkok, Tailandia (desde 1997)[43]
- Barcelona, España (desde 1984)[43][44]
- Belén, Palestina (desde 2003)[45]
- Burdeos, Francia (desde 1991)[43]
- Ciudad del Cabo, Sudáfrica (desde 2001)[43]
- Colombo, Sri Lanka (desde 1997)[43]
- Chengdu, China (desde 1998)[43]
- Daegu, Corea del Sur (desde 1997)[43][46]
- Dresde, Alemania (desde 1961)[43][47]
- Santa Cruz de Tenerife, España[48]
- Edimburgo, Reino Unido (desde 1995)[43][49]
- Gdańsk, Polonia (desde 1961)[43][50]
- Graz, Austria (desde 2001)[51][52]
- Gotemburgo, Suecia (desde 1962)[43]
- Hamburgo, Alemania (desde 1957)[43]
- La Habana, Cuba (desde 2000)[43]
- Helsinki, Finlandia (desde 1993)[43]
- Ciudad Ho Chi Minh (Saigón), Vietnam (desde 1977)[43]
- Isfahán, Irán (desde 1999)[43]
- Estambul, Turquía (desde 1990)[43][53][54]
- Kotka, Finlandia (desde 1997)[43]
- Le Havre, Francia (desde 1965)[43][55]
- Los Ángeles, Estados Unidos (desde 1990)[43][56]
- Lyon, Francia (desde 1993).[43][57]
- Mánchester, Reino Unido (desde 1956)[58]
- Melbourne, Australia (desde 1989)[43][59][60]
- Mikkeli, Finlandia (desde 1996)[43]
- Milán, Italia (desde 1961)[43][61]
- Montevideo, Uruguay (desde 1998)[43]
- Bombay, India (desde 1963)[43][62]
- Niza, Francia (desde 1997)[43]
- Osaka, Japón (desde 1961)[43][63]
- París, Francia (desde 1991)[43][64][65]
- El Pireo, Grecia (desde 1965)[43]
- Plovdiv, Bulgaria (desde 2001)[43][66]
- Praga, República Checa (desde 1992)[43][67]
- Quebec, Canadá (desde 2002)[43]
- Río de Janeiro, Brasil (desde 1986)[43]
- Róterdam, Holanda (desde 1966)[43]
- Salónica, Grecia (desde 2002)[43][68]
- Shanghái, China (desde 1959)[43]
- Estocolmo, Suecia (desde 1992)[43]
- Tampere, Finlandia (desde 1993)[43]
- Turku, Finlandia (desde 1953)[43]
- Varsovia, Polonia (desde 1997)[43][69]
- Zagreb, Croacia (desde 1968)[43][70]
- Saint Petersburg, Estados Unidos
- Sofía, Bulgaria
- Saltillo, México
- Tecomán, México
- Guadalajara, México (desde 2011)[71]
- Monterrey, Nuevo León, México
- Mar del Plata, Provincia de Buenos Aires, Argentina

| Predecesor: París | Sede de las Sesiones del Comité del Patrimonio de la Humanidad 2013 | Sucesor: Phnom Penh |